# Avlidna 2017
Detta är en lista över kända personer som har avlidit under 2017.

## Januari

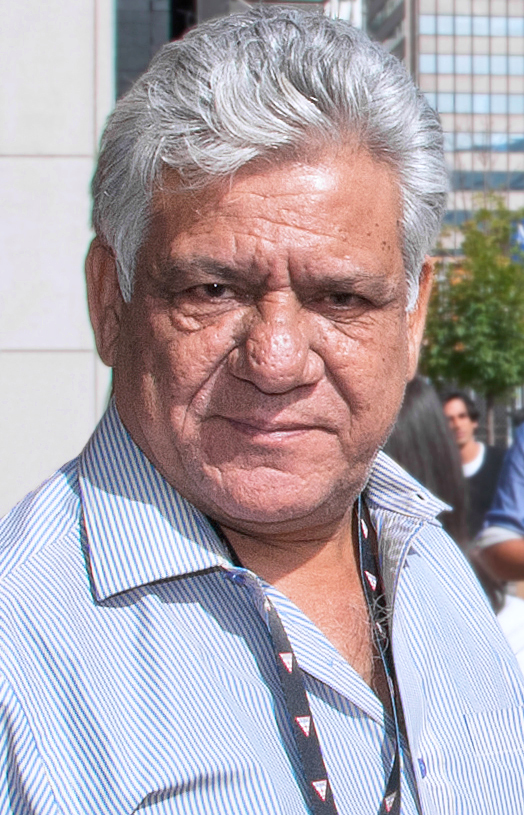
Den indiske skådespelaren Om Puri avled 6 januari, 66 år gammal.

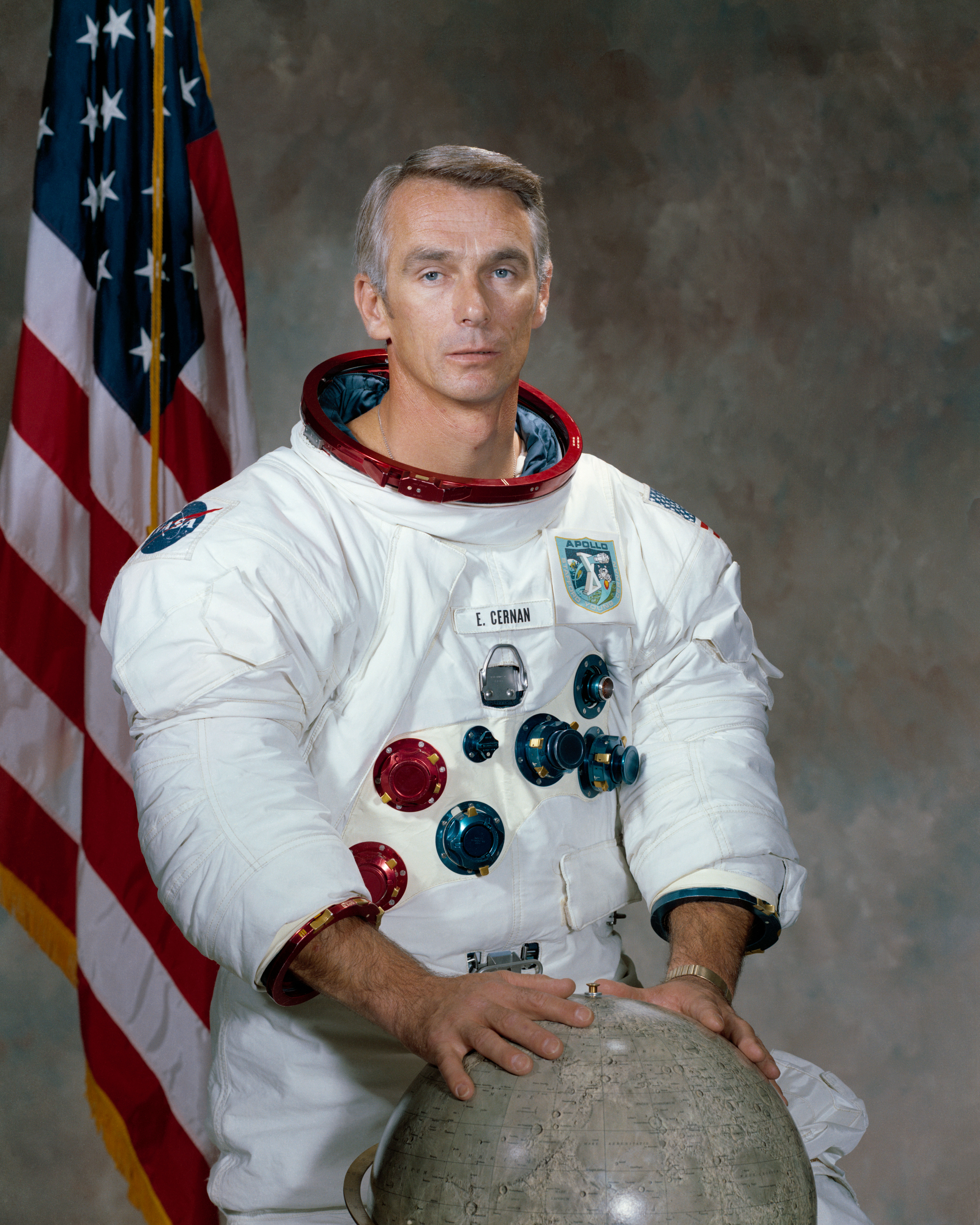
Den amerikanske austronauten Eugene Cernan avled 16 januari, 82 år gammal.

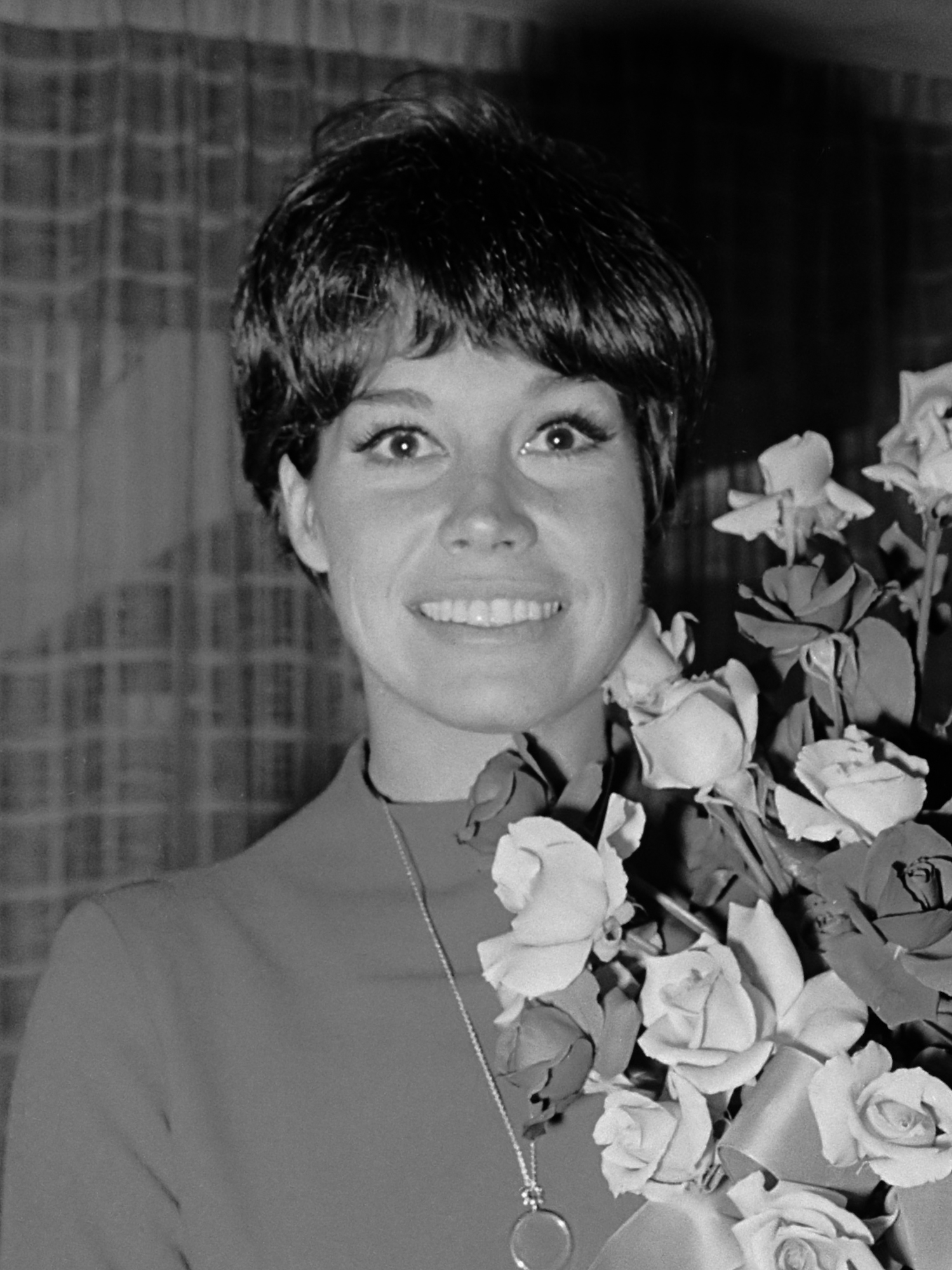
Den amerikanska skådespelaren Mary Tyler Moore avled 25 januari, 80 år gammal.

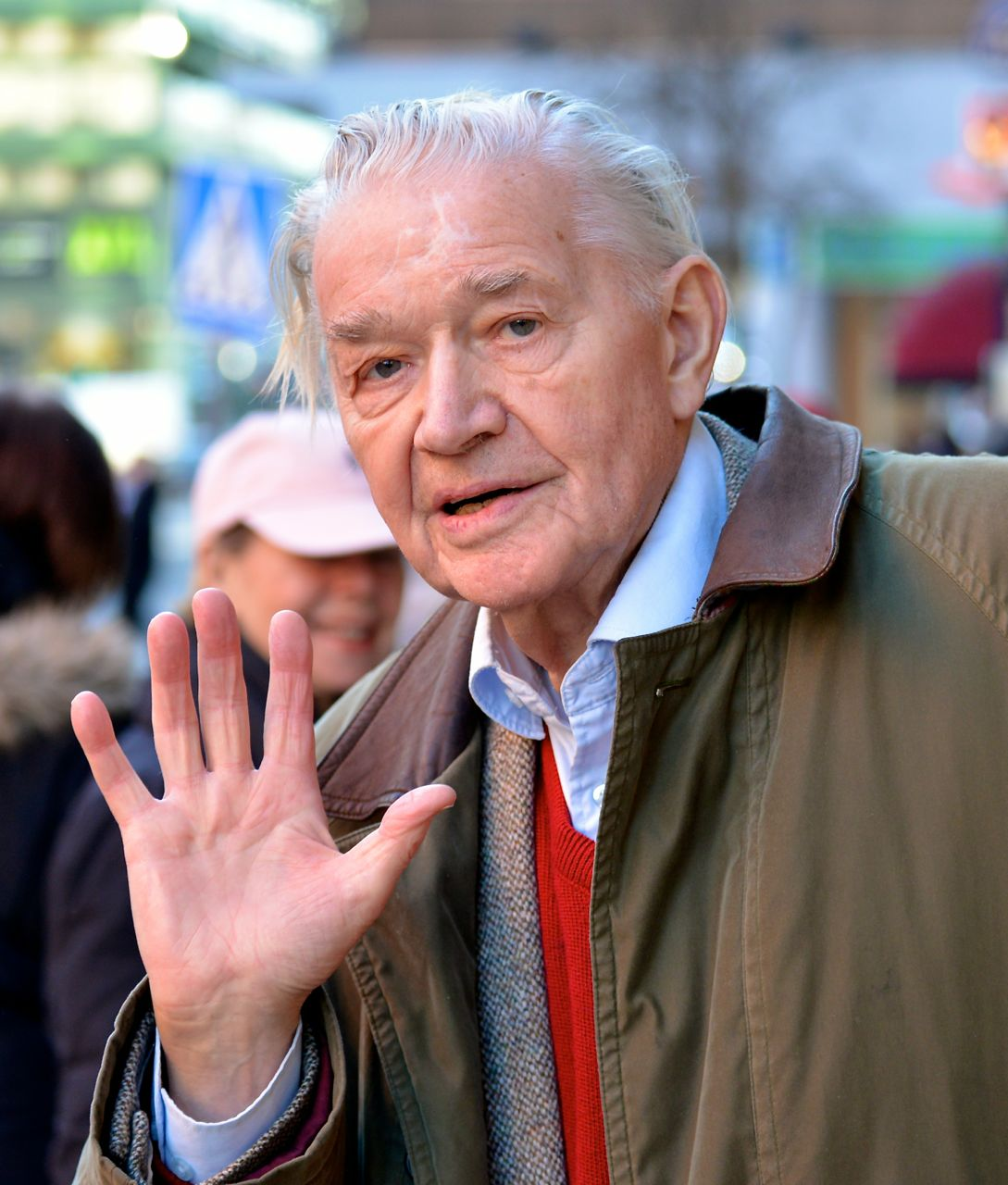
Den svenske fotografen Lennart Nilsson avled 28 januari, 94 år gammal.

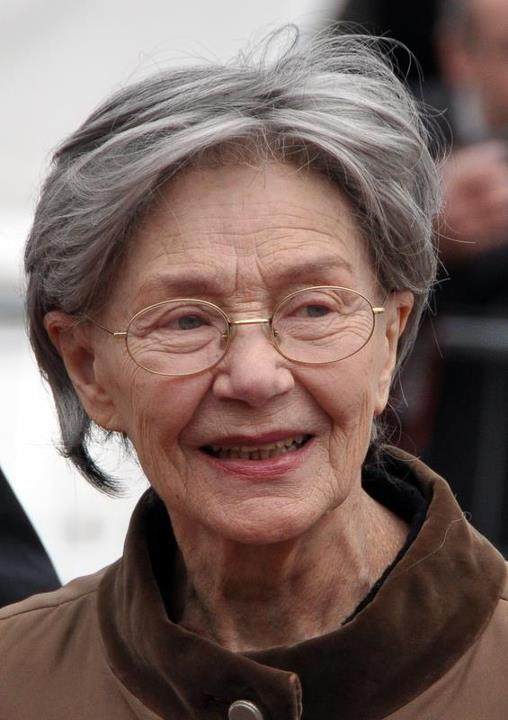
Den franska skådespelaren Emmanuelle Riva avled 27 januari, 89 år gammal.

- 1 januari – Tony Atkinson, 72, brittisk ekonom.[1]
- 1 januari – Ulf Larsson, 81, svensk socialdemokratisk statssekreterare och generaldirektör.[2]
- 1 januari – Emmanuel Niyonkuru, 54, burundisk politiker, senator (sedan 2015) och vatten- och miljöminister (sedan 2015).[3]
- 1 januari – Derek Parfit, 74, brittisk filosof.[4]
- 2 januari – John Berger, 90, brittisk författare, målare och konstkritiker.[5]
- 2 januari – Albert Brewer, 88, amerikansk demokratisk politiker, Alabamas guvernör 1968–1971.[6]
- 4 januari – Alf Enerström, 87, svensk läkare, konspirationsteoretiker och aktivist.[7][8]
- 4 januari – Georges Prêtre, 92, fransk dirigent.[9]
- 4 januari – Milt Schmidt, 98, kanadensisk ishockeyspelare.[10]
- 5 januari – Christopher Weeramantry, 90, lankesisk jurist, domare i Internationella domstolen i Haag.[11]
- 6 januari – Ricardo Piglia, 75, argentinsk författare.[12]
- 6 januari – Om Puri, 66, indisk skådespelare.[13]
- 7 januari – Paul Hagenmuller, 95, fransk kemist.[14]
- 7 januari – Mário Soares, 92, portugisisk politiker, premiärminister 1976–1978 och 1983–1985, president 1986–1996.[15]
- 8 januari – Nicolai Gedda, 91, svensk operasångare.[16]
- 8 januari – Roy Innis, 82, amerikansk människorättsaktivist.[17]
- 8 januari – James Mancham, 77, seychellisk politiker, president 1976–1977.[18]
- 8 januari – Ruth Perry, 77, liberiansk politiker, interimspresident 1996–97.[19]
- 8 januari – Akbar Hashemi Rafsanjani, 82, iransk mulla och politiker, president 1989–1997.[20]
- 8 januari – Peter Sarstedt, 75, brittisk sångare och låtskrivare.[21]
- 9 januari – Zygmunt Bauman, 91, polsk-brittisk sociolog.[22]
- 9 januari – Ulf Dinkelspiel, 77, svensk finansman och moderat politiker, Europa- och utrikeshandelsminister 1991–1994.[23]
- 10 januari – Roman Herzog, 82, tysk politiker, president 1994–1999.[24]
- 10 januari – Tony Rosato, 62, italiensk-kanadensisk skådespelare, framförallt röstskådespelare.[25]
- 10 januari – Oliver Smithies, 91, brittisk-amerikansk genetiker och medicinforskare, nobelpristagare i medicin 2007.[26]
- 12 januari – Giulio Angioni, 77, italiensk författare och antropolog.[27]
- 12 januari – William Peter Blatty, 89, amerikansk författare och manusförfattare (Exorcisten).[28]
- 12 januari – Graham Taylor, 72, brittisk fotbollsspelare och manager, förbundskapten för England 1990–1993.[29]
- 13 januari – Antony Armstrong-Jones, 1:e earl av Snowdon, 86, brittisk fotograf och filmskapare, make till prinsessan Margaret 1960–1978.[30]
- 13 januari – Udo Ulfkotte, 56, tysk journalist och statsvetare.[31]
- 14 januari – Håkon Liu, 41, norsk filmregissör.[32]
- 14 januari – Zhou Youguang, 111, kinesisk sinolog och lingvist.[33]
- 15 januari – Jan Szczepański, 77, polsk boxare.[34]
- 15 januari – Marianne Westman, 88, svensk formgivare, keramiker och textildesigner.[35]
- 16 januari – Eugene Cernan, 82, amerikansk astronaut, senaste personen på månen.[36]
- 16 januari – Lena Klevenås, 69, svensk politiker, riksdagsledamot.[37]
- 17 januari – Bengt Sjöberg, 67, svensk affärsman och donator.[38]
- 18 januari – Peter Abrahams, 97, sydafrikansk författare.[39]
- 18 januari – Gullow Gjeseth, 79, norsk militär.[40]
- 19 januari – Loalwa Braz, 63, brasiliansk sångare (Lambada).[41]
- 19 januari – Miguel Ferrer, 61, amerikansk skådespelare (Twin Peaks).[42]
- 21 januari – Bertil Stjernfelt, 99, svensk militär och militärhistoriker.[43]
- 21 januari – Veljo Tormis, 86, estnisk kompositör.[44]
- 22 januari – Lisbeth Korsmo, 69, norsk skridskoåkare.[45]
- 22 januari – Jaki Liebezeit, 78, tysk musiker, främst trumslagare (Can).[46]
- 22 januari – Pete Overend Watts, 69, brittisk basist (Mott the Hoople).[47]
- 23 januari – Grethe Bartram, 92, dansk kollaboratör under andra världskriget.[48] [49]
- 23 januari – Dmytro Grabovskyj, 31, ukrainsk tävlingscyklist.[50]
- 23 januari – Gorden Kaye, 75, brittisk skådespelare ('Allå, 'allå, 'emliga armén).[51]
- 23 januari – Douglas Reeman, 92, brittisk författare.[52]
- 24 januari – Björn Thelin, 74, svensk musiker, basist i The Spotnicks.[53]
- 25 januari – Buchi Emecheta, 72, nigeriansk-brittisk författare.[54]
- 25 januari – Katja Geiger, 97, svensk modedesigner (Katja of Sweden).[55]
- 25 januari – Harald Hamrin, 77, svensk journalist.[56]
- 25 januari – John Hurt, 77, brittisk skådespelare.[57]
- 25 januari – Jack Mendelsohn, 90, amerikansk serietecknare, manusförfattare och illustratör.[58]
- 25 januari – Mary Tyler Moore, 80, amerikansk skådespelare.[59]
- 25 januari – Butch Trucks, 69, amerikansk trummis (The Allman Brothers Band).[60]
- 25 januari – Siewert Öholm, 77, svensk journalist, TV-programledare och debattör (Svar direkt).[61]
- 26 januari – Mike Connors, 91, amerikansk skådespelare (Mannix).[62]
- 26 januari – Tam Dalyell, 84, brittisk (skotsk) Labour-politiker, parlamentsledamot 1962–2005.[63]
- 26 januari – Barbara Hale, 94, amerikansk skådespelare (Perry Mason).[64]
- 27 januari – Valerij Bolotov, 46, prorysk ukrainsk milisledare, president i Folkrepubliken Lugansk.[65]
- 27 januari – Emmanuelle Riva, 89, fransk skådespelare.[66]
- 28 januari – Geoff Nicholls, 68, brittisk musiker (Black Sabbath).[67]
- 28 januari – Lennart Nilsson, 94, svensk fotograf.[68]
- 30 januari – Johnny Wahlqvist, 43, svensk styrkelyftare.[69]
- 31 januari – Sheldon Schultz, 84, amerikansk fysiker.[70]
- 31 januari – John Wetton, 67, brittisk musiker.[71][72][73]

## Februari

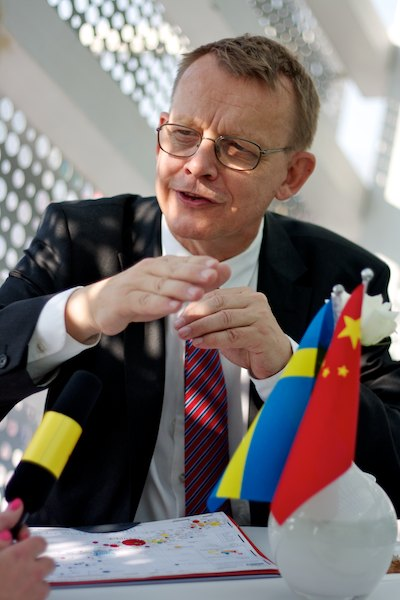
Den svenske professorn Hans Rosling avled 7 februari, 68 år gammal.

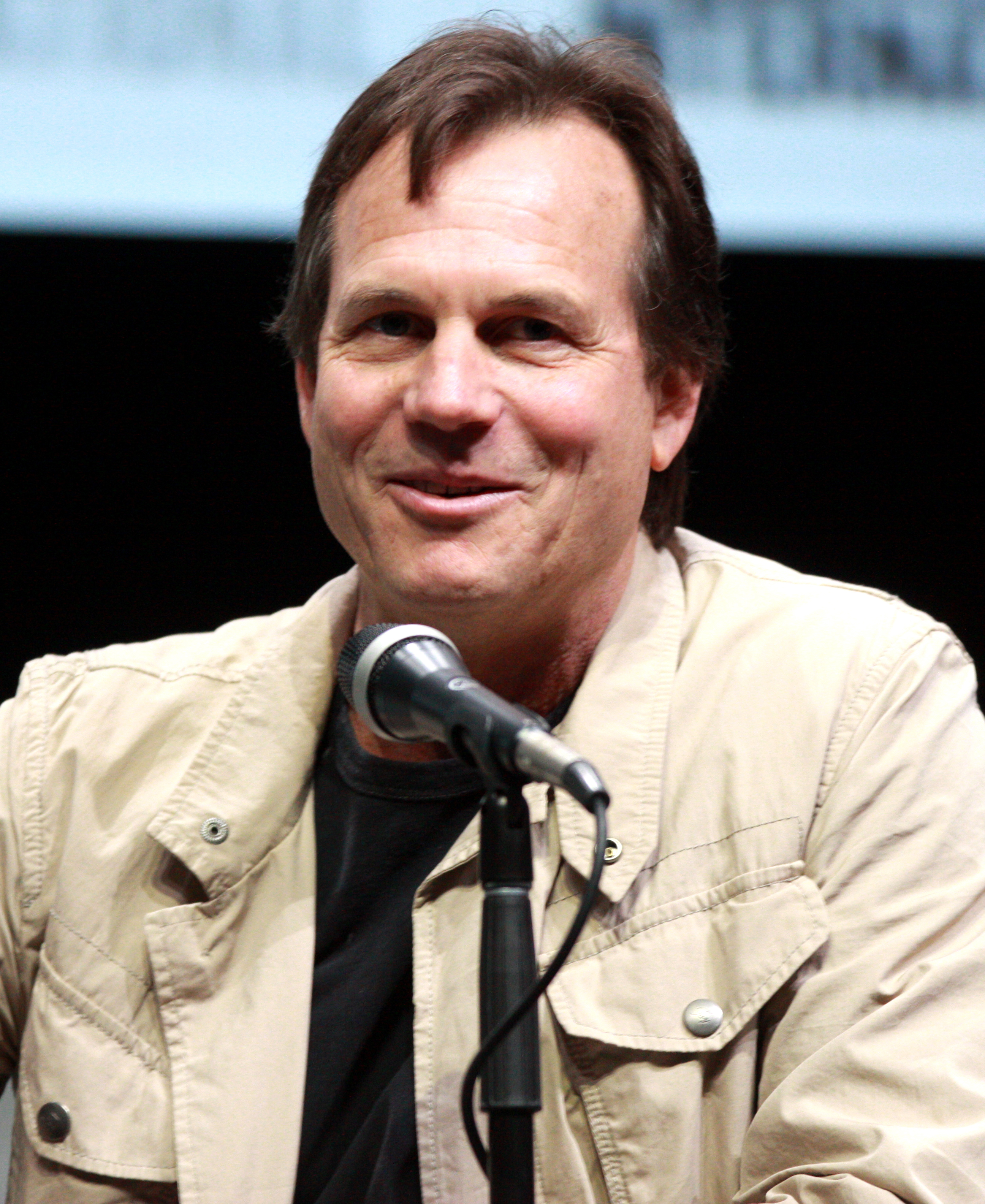
Den amerikanske skådespelaren Bill Paxton avled 25 februari, 61 år gammal.

- 1 februari – Lars-Erik Berenett, 74, svensk skådespelare (Hassel, Skilda världar).[74]
- 1 februari – Robert "Strängen" Dahlqvist, 40, svensk musiker, gitarrist i bland annat The Hellacopters.[75][76]
- 1 februari – Stig Grybe, 88, svensk skådespelare (Stieg Trenter-serien).[77]
- 1 februari – Étienne Tshisekedi, 84, kongolesisk politiker, premiärminister 1991, 1992–1993 och 1997.[78]
- 3 februari – Dritëro Agolli, 85, albansk författare.[79]
- 3 februari – Marisa Letícia Lula da Silva, 66, brasiliansk fackföreningskvinna, hustru till Luiz Inácio Lula da Silva och som sådan Brasiliens första dam 2003–2010.[80]
- 4 februari – Ingvar Holm, 93, svensk litteraturvetare, professor och teaterkritiker, programledare och domare i Kvitt eller dubbelt på 1980-talet.[81]
- 4 februari – Christian Ljunggren, 75, svensk körledare och radioman (Adolf Fredriks Madrigalkör, Nicolai Kammarkör).[82]
- 5 februari – Björn Granath, 70, svensk skådespelare.[83]
- 5 februari – Bertil Kristiansson, 80, svensk fotbollsprofil och klubbdirektör i Västra Frölunda IF.[84]
- 6 februari – Norah McClintock, 64, kanadensisk författare.[85][86]
- 6 februari – Alec McCowen, 91, brittisk skådespelare.[87]
- 6 februari – Raymond Smullyan, 97, amerikansk matematiker och logiker. [88]
- 7 februari – Svend Asmussen, 100, dansk jazzviolinist, kapellmästare och kompositör (Swe-Danes).[89]
- 7 februari – Richard Hatch, 71, amerikansk skådespelare.[90]
- 7 februari – Hans Rosling, 68, svensk professor i internationell hälsa.[91]
- 7 februari – Tzvetan Todorov, 77, bulgarisk-fransk filosof, litteraturvetare och historiker.[92]
- 8 februari – Peter Mansfield, 83, brittisk vetenskapsman, nobelpristagare i fysiologi eller medicin 2003.[93]
- 8 februari – Rina Matsuno, 18, japansk idol, sångare, skådespelare och fotomodell (Shiritsu Ebisu Chugaku).[94]
- 8 februari – Viktor Tjanov, 57, ukrainsk och sovjetisk fotbollsmålvakt.[95]
- 8 februari – Michail "Givi" Tolstych, 36, prorysk ukrainsk milisledare i Folkrepubliken Donetsk.[96]
- 10 februari – Edward Bryant, 71, amerikansk science fiction- och skräckförfattare.[97]
- 10 februari – Mike Ilitch, 87, amerikansk entreprenör och sportlagsägare.[98]
- 10 februari – Piet Keizer, 73, nederländsk fotbollsspelare (Ajax, Nederländernas landslag).[99]
- 10 februari – Hal Moore, 94, amerikansk generallöjtnant och författare (skrev bok som gav upphov till filmen We Were Soldiers).[100]
- 11 februari – Vasilij Kudinov, 47, rysk handbollsspelare.[101]
- 12 februari – Al Jarreau, 76, amerikansk jazz- och R&B-sångare.[102]
- 13 februari – Kim Jong-nam, 45, son till Nordkoreas tidigare ledare Kim Jong-il och halvbror till Kim Jong-un.[103]
- 14 februari – Margareta B Kjellin, 68, svensk moderat politiker, riksdagsledamot sedan 2006.[104]
- 14 februari – Börje Crona, 84, svensk författare och översättare.[105]
- 14 februari – Odd Tandberg, 92, norsk målare, grafiker och skulptör.[106]
- 16 februari – Bengt "Julle" Gustavsson, 89, svensk fotbollsspelare.[107]
- 17 februari – Warren Frost, 91, amerikansk skådespelare.[108]
- 17 februari – Börge Hellström, 59, svensk författare (Roslund & Hellström).[109]
- 17 februari – Tom Regan, 78, amerikansk filosof, inriktad på djurrättsfrågor.[110]
- 18 februari – Norma McCorvey, 69, amerikansk kristen politisk aktivist, målsägande i det banbrytande rättsfallet Roe mot Wade gällande abort.[111]
- 18 februari – Michael Ogio, 74, papuansk politiker, generalguvernör sedan 2010.[112]
- 18 februari – Nadezjda Olizarenko, 63, rysk (sovjetisk) friidrottare (löpning).[113]
- 19 februari – Larry Coryell, 73, amerikansk jazzgitarrist.[114]
- 19 februari – Kaci Kullmann Five, 65, norsk politiker, partiledare för Høyre 1991–1994, ordförande för Norska Nobelkommittén 2015–2017.[115]
- 19 februari – Paul McCarthy, 45, irländsk fotbollsspelare.[116]
- 19 februari – Reijo Stävenborg, 72, finlandsfödd svensk serietecknare (Åshöjdens BK).[117]
- 20 februari – Mildred Dresselhaus, 86, amerikansk fysiker, speciellt inriktad på nanoteknik.[118]
- 20 februari – Vitalij Tjurkin, 64, rysk diplomat, FN-ambassadör sedan 2006.[119]
- 21 februari – Kenneth Arrow, 95, amerikansk nationalekonom, mottagare av Sveriges Riksbanks pris i ekonomisk vetenskap till Alfred Nobels minne 1972.[120]
- 22 februari – David Bárcena Ríos, 75, mexikansk ryttare.[121]
- 22 februari – Fritz Koenig, 92, tysk skulptör.[122]
- 22 februari – Dag Østerberg, 78, norsk sociolog och filosof.[123]
- 23 februari – Bengt Fahlström, 78, svensk journalist, programledare (Barnjournalen) och TV-producent.[124]
- 23 februari – Derek Ibbotson, 84, brittisk långdistanslöpare.[125]
- 23 februari – Claes Göran Jönsson, 77, svensk socialdemokratisk politiker.[126]
- 23 februari – Elna Nilsson, 94, svensk bibliotekarie, hembygdsforskare och författare.[127]
- 23 februari – Leon Ware, 77, amerikansk soulsångare, låtskrivare och producent.[128]
- 25 februari – Alf Lechner, 91, tysk skulptör.[129]
- 25 februari – Bill Paxton, 61, amerikansk skådespelare.[130]
- 26 februari – Frank Jacobsson, 86, svensk fotbollsspelare.[131]
- 27 februari – Carlos Humberto Romero, 92, salvadoransk politiker, president 1977–1979.[132]
- 28 februari – Peter Feil, 69, svensk simmare (OS 1968).[133]
- 28 februari – Carl Adam "Noppe" Lewenhaupt, 69, svensk greve och krögare.[134]
- 28 februari – Vladimir Petrov, 69, rysk ishockeyspelare.[135]

## Mars

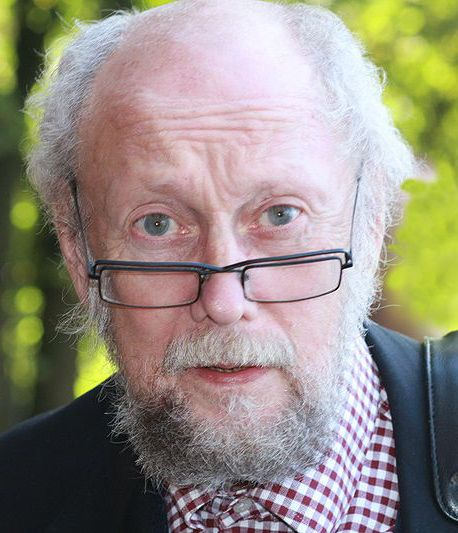
Den svenske författare Torgny Lindgren avled 16 mars, 78 år gammal.

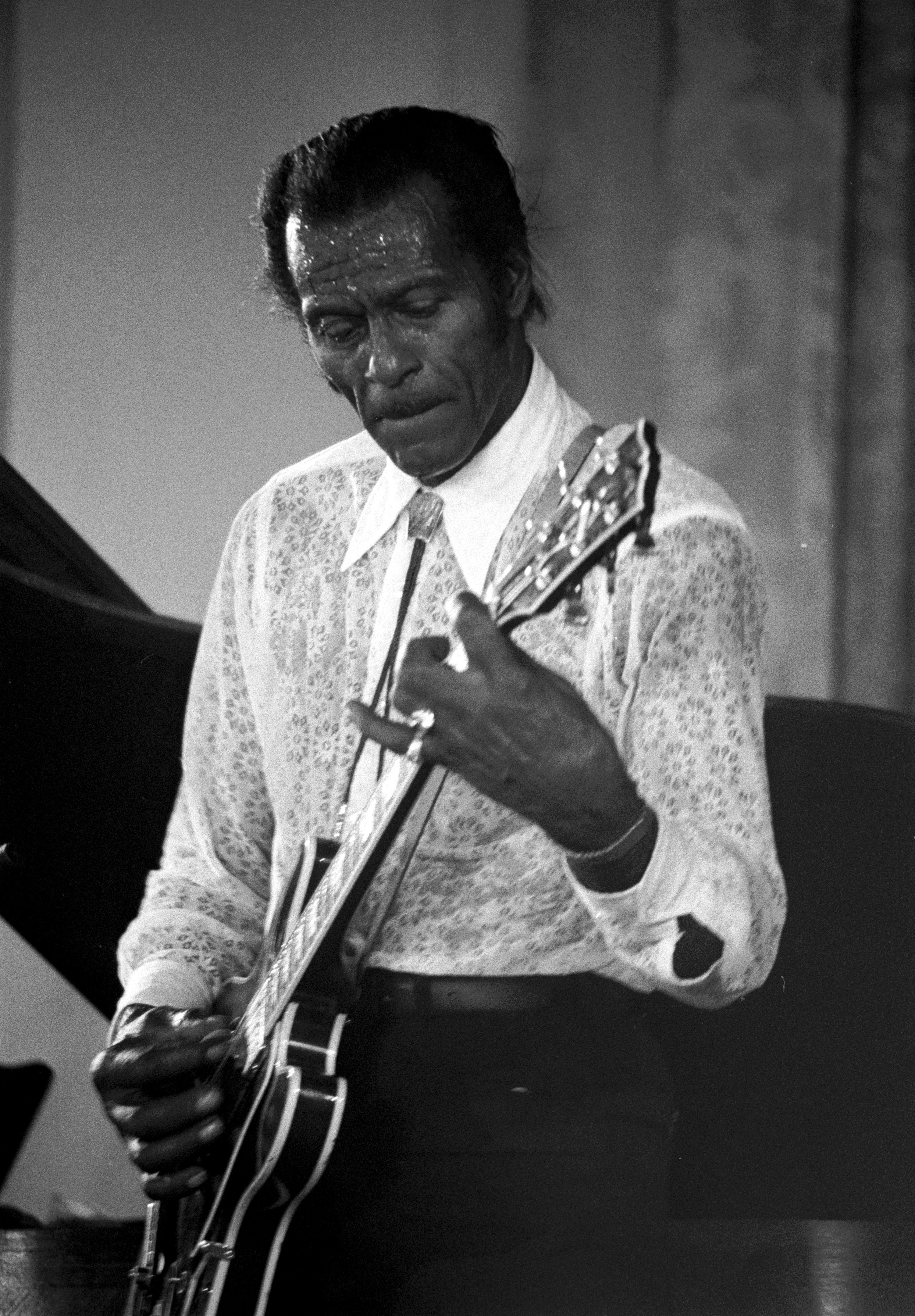
Den amerikanske sångaren och musikern Chuck Berry avled 18 mars, 90 år gammal.

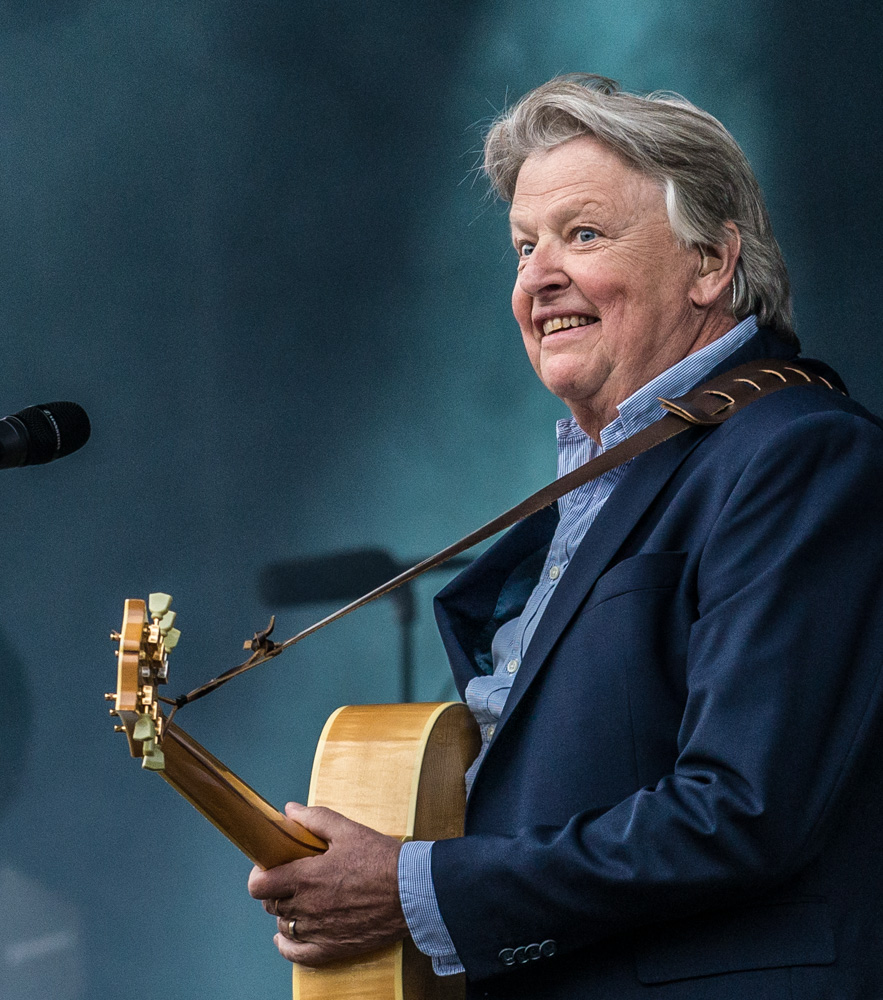
Den svenske sångaren och musikern Sven-Erik Magnusson avled 22 mars, 74 år gammal.

- 1 mars – Paula Fox, 93, amerikansk författare.[136]
- 3 mars – Raymond Kopa, 85, fransk fotbollsspelare.[137]
- 3 mars – René Préval, 74, haitisk politiker, president 1996–2001 och 2006–2011.[138]
- 4 mars – Ingvar Fast, 85, svensk företagsledare.[139]
- 4 mars – Clayton Yeutter, 86, amerikansk politiker, jordbruksminister 1989–1991.[140]
- 6 mars – Lars "Dille" Diedricson, 55, svensk låtskrivare och musiker (Tusen och en natt).[141]
- 6 mars – Bill Hougland, 86, amerikansk basketspelare.[142]
- 6 mars – Rabi Ray, 90, indisk politiker, talman i underhuset (Lok Sabha) 1989–1991.[143]
- 6 mars – Dudley Storey, 77, nyzeeländsk roddare.[144]
- 7 mars – Hans G. Dehmelt, 94, tysk-amerikansk fysiker, nobelpristagare i fysik 1989.[145]
- 7 mars – Ronald Drever, 85, brittisk (skotsk) fysiker.[146]
- 7 mars – Bobo Karlsson, 70, svensk journalist och författare. [147]
- 7 mars – Yukinori Miyabe, 48, japansk skridskoåkare.[148]
- 7 mars – Stanley Pranin, 74, amerikansk aikidoutövare och publicist.[149]
- 8 mars – George A. Olah, 89, ungersk-amerikansk kemist, nobelpristagare i kemi 1994.[150]
- 9 mars – Barbara Helsingius, 79, finlandssvensk vissångare, visdiktare och visöversättare.[151]
- 10 mars – Yngve Lundh, 92, svensk tävlingscyklist.[152]
- 10 mars – John Surtees, 83, brittisk racerförare.[153]
- 12 mars – Murray Ball, 78, nyzeeländsk serietecknare.[154]
- 12 mars – Jacob Gordin, 50, svensk musiker.[155]
- 12 mars – Sture Korpi, 77, svensk socialdemokratisk politiker.[156]
- 13 mars – Patrick Nève, 67, belgisk racerförare.[157]
- 13 mars – Richard av Sayn-Wittgenstein-Berleburg, 82, tysk kunglighet, make till prinsessan Benedikte av Danmark.[158]
- 14 mars – Luigi Mannelli, 78, italiensk vattenpolospelare.[159]
- 14 mars – Jelena Naimusjina, 52, rysk (sovjetisk) gymnast.[160][161]
- 14 mars – Royal Robbins, 82, amerikansk bergsklättrare.[162]
- 15 mars – Fritz Briel, 82, tysk kanotist.[163]
- 10 mars – Robert James Waller, 77, amerikansk författare.[164]
- 16 mars – Torgny Lindgren, 78, svensk författare, medlem av Svenska Akademien.[165]
- 17 mars – Karin Nordström, 93, svensk skådespelare, änka efter Ernst-Hugo Järegård.[166]
- 17 mars – Derek Walcott, 87, luciansk författare, poet och dramatiker, nobelpristagare i litteratur 1992.[167]
- 18 mars – Chuck Berry, 90, amerikansk rock 'n' roll-sångare, musiker och låtskrivare.[168]
- 18 mars – Trisha Brown, 80, amerikansk koreograf och dansare.[169]
- 18 mars – Bernie Wrightson, 68, amerikansk illustratör och serietecknare.[170]
- 19 mars – Lennart Frick, 83, svensk militär.[171]
- 19 mars – Ingemar Krusell, 82, svensk polis, biträdande spaningsledare i Palmeutredningen.[172]
- 19 mars – Mats "Limpan" Lindfors, 59, svensk musikproducent.[173]
- 20 mars – Henri Emmanuelli, 71, fransk politiker för socialistpartiet.[174]
- 20 mars – Jan Hemmel, 83, svensk regissör och TV-producent.[175]
- 20 mars – Lasse Mårtensgård, 69, svensk journalist och författare.[176]
- 20 mars – David Rockefeller, 101, amerikansk finansman och filantrop.[177]
- 21 mars – Colin Dexter, 86, brittisk författare (Kommissarie Morse).[178]
- 21 mars – Lennart Israelsson, 101, svensk aktieplacerare, donator och tågklarerare.[179]
- 21 mars – Martin McGuinness, 66, nordirländsk Sinn Féin-politiker, biträdande försteminister sedan 2007.[180]
- 21 mars – Margareta Åberg, 57, svensk jurist och ämbetsman, riksrevisor 2014–2017.[181][182]
- 22 mars – Sven-Erik Magnusson, 74, svensk sångare och musiker i dansbandet Sven-Ingvars.[183]
- 22 mars – Ronnie Moran, 83, brittisk fotbollsspelare och fotbollstränare.[184]
- 23 mars – Lola Albright, 92, amerikansk skådespelare och sångare.[185]
- 24 mars – Leo Peelen, 48, nederländsk tävlingscyklist.[186]
- 24 mars – Pete Shotton, 75, brittisk affärsman, vän till John Lennon och tidig medlem av The Quarrymen.[187]
- 26 mars – Darlene Cates, 69, amerikansk skådespelare.[188]
- 26 mars – Brian Oldfield, 71, amerikansk kulstötare.[189]
- 27 mars – Peter Bastian, 73, dansk musiker.[190]
- 27 mars – David Storey, 83, brittisk författare och dramatiker.[191]
- Exakt datum saknas – Zaida Catalán, 36, svensk miljöpartistisk politiker och FN-arbetare.[192]
- 28 mars – Ahmed Kathrada, 87, sydafrikansk anti-apartheidkämpe.[193]
- 29 mars – Alexej Abrikosov, 88, rysk-amerikansk fysiker, nobelpristagare i fysik 2003.[194]
- 30 mars – Inger Stilling Pedersen, 87, dansk lärare och politiker för Kristeligt Folkeparti.[195][196]
- 31 mars – Clara Nevéus, 82, svensk arkivarie.[197]
- 31 mars – James Rosenquist, 83, amerikansk konstnär.[198]

## April

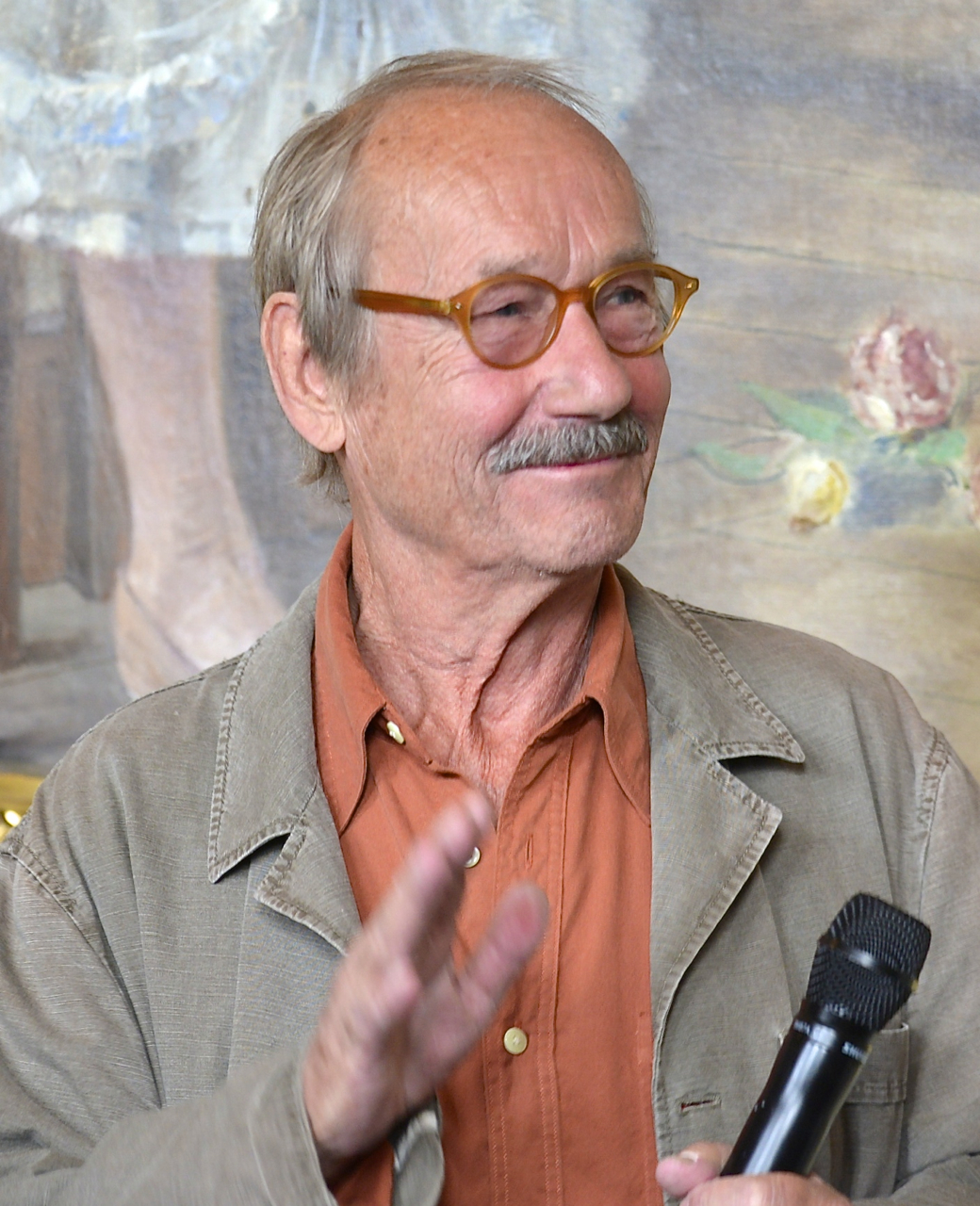
Den svenske skådespelaren och regissören Gösta Ekman avled 1 april, 77 år gammal.

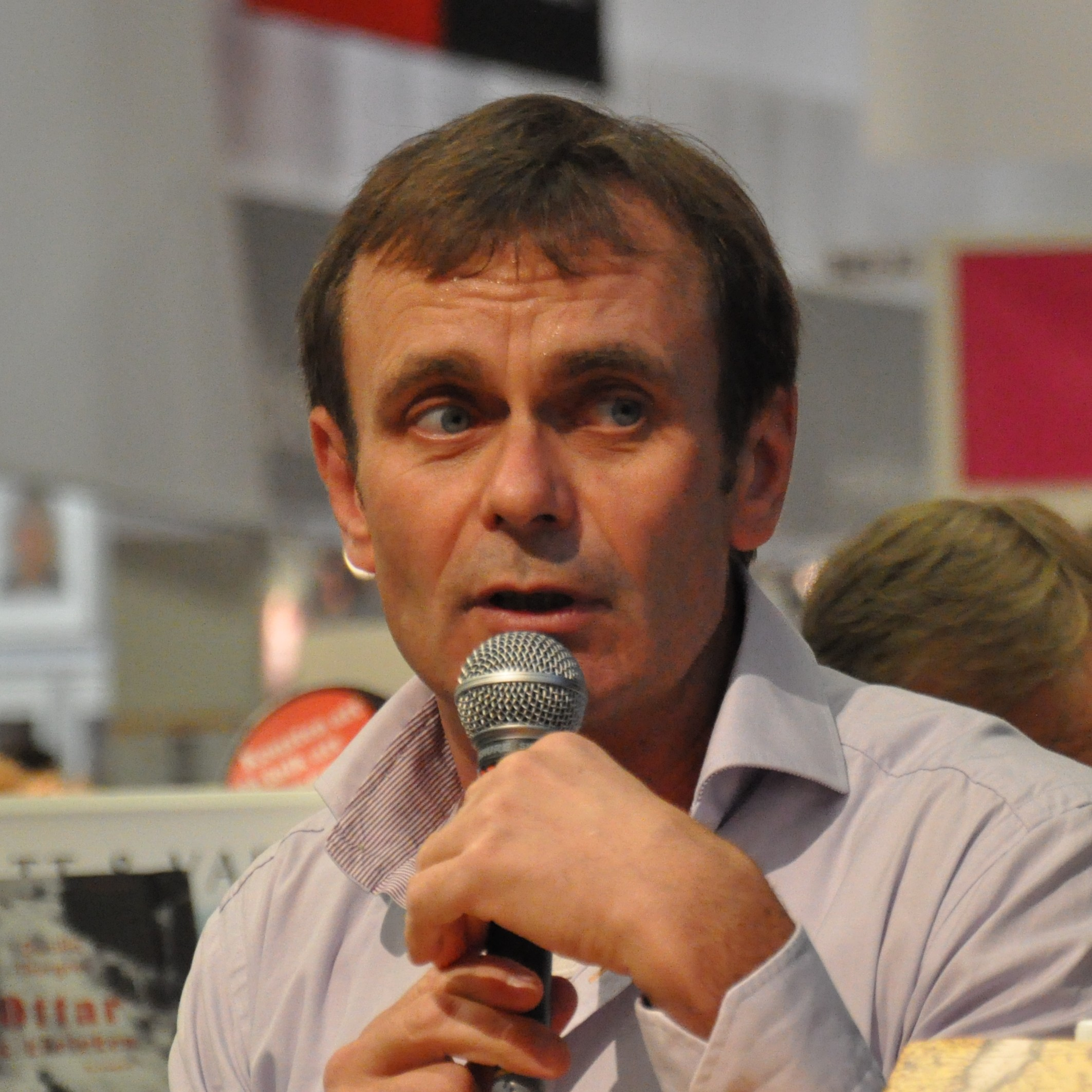
Den svenske journalisten och programledaren John Chrispinsson avled 3 april, 60 år gammal.

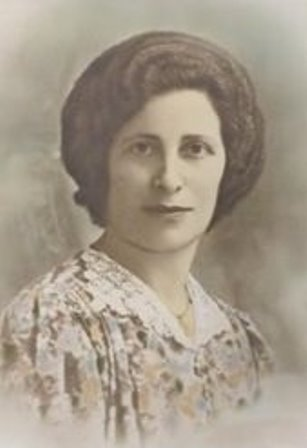
Den italienska Emma Morano avled 15 april, 117 år gammal, som världens äldsta person och den sista personen född på 1800-talet.

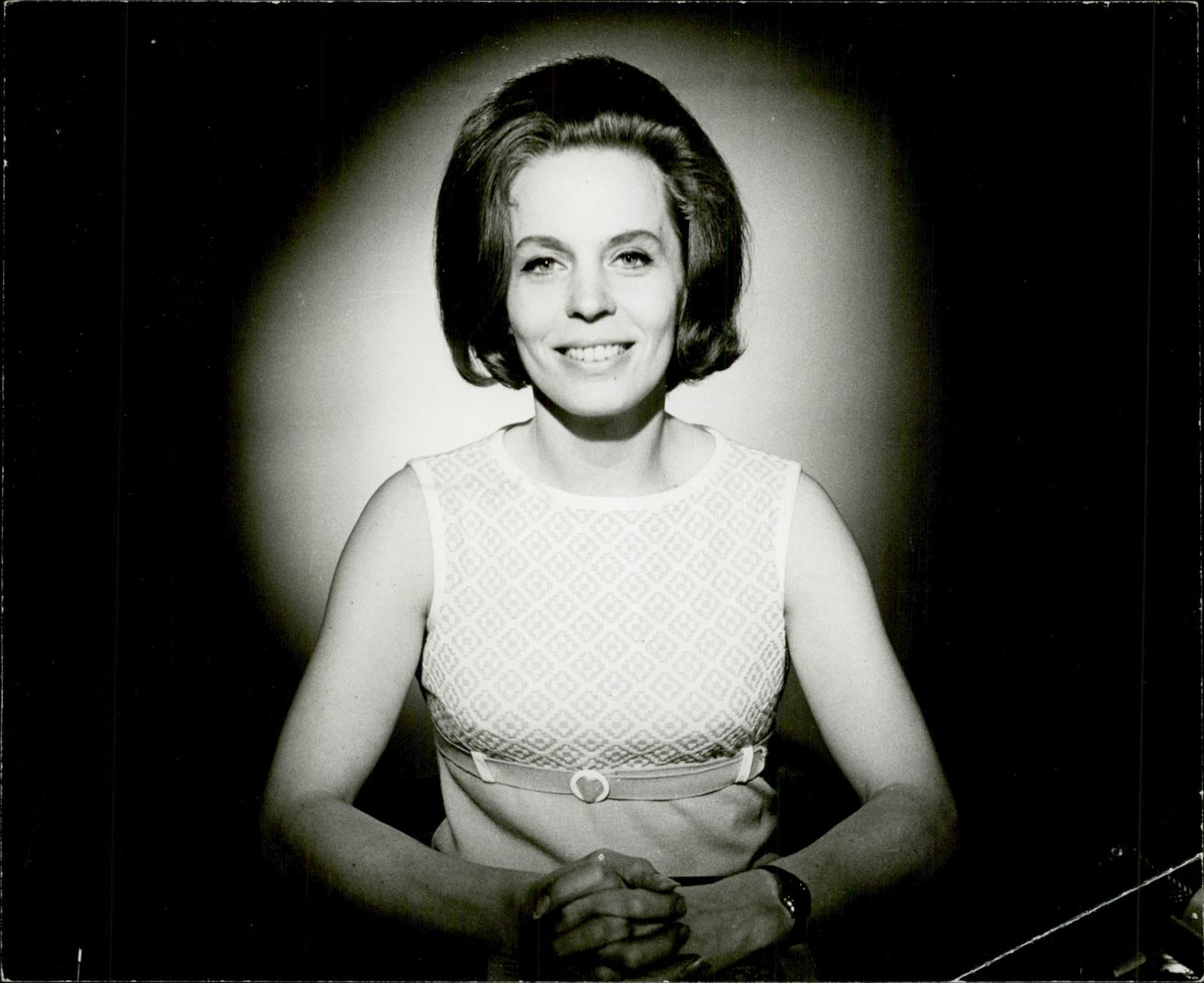
Den svenska journalisten och programpresentatören Alicia Lundberg avled 22 april, 83 år gammal.

- 1 april – Gösta Ekman, 77, svensk skådespelare och regissör.[199]
- 1 april – Jevgenij Jevtusjenko, 83, rysk poet och författare.[200]
- 1 april – Ikutaro Kakehashi, 87, japansk ingenjör och entreprenör, grundare av musikteknikföretaget Roland Corporation.[201]
- 3 april – John Chrispinsson, 60, svensk journalist.[202]
- 3 april – Françesk Radi, 68, albansk sångare och gitarrist.[203]
- 4 april – Olof Hellström (konstnär), 93, svensk målare och skulptör
- 5 april – Tim Parnell, 84, brittisk racerförare och stallchef.[204]
- 5 april – Atanase Sciotnic, 75, rumänsk kanotist.[205]
- 6 april – Don Rickles, 90, amerikansk komiker och skådespelare.[206]
- 7 april – Tim Pigott-Smith, 70, brittisk skådespelare.[207]
- 8 april – Sone Banger, 78, svensk dragspelare.[208]
- 8 april - Ove Johansson, 77, svensk musiker, trumslagare i The Spotnicks.
- 9 april – Carme Chacón, 46, spansk politiker, försvarsminister 2008–2011.[209]
- 9 april – Dieter Kottysch, 73, tysk boxare.[210]
- 9 april – Markus Olsson, 20, svensk ishockeymålvakt (Modo Hockey).[211]
- 9 april – Bob Wootton, 75, amerikansk gitarrist.[212]
- 10 april – Bab Christensen, 89, norsk skådespelare.[213]
- 10 april – J. Geils, 71, amerikansk rockgitarrist, sångare och låtskrivare (The J. Geils Band).[214]
- 11 april – Margit Schumann, 64, tysk rodelåkare.[215]
- 11 april – Niclas Silfverschiöld, 82, svensk friherre, make till prinsessan Désirée.[216]
- 12 april – Sheila Abdus-Salaam, 65, amerikansk domare i New Yorks Högsta domstol.[217]
- 12 april – Ramesh Chandra Agarwal, 72, indisk tidningsutgivare.[218]
- 12 april – Michael Ballhaus, 81, tysk filmfotograf.[219]
- 12 april – Tom Coyne, 62, amerikansk ljudtekniker.[220]
- 12 april – Charlie Murphy, 57, amerikansk komiker och skådespelare.[221]
- 12 april – Mika Vainio, 53, finsk musiker (Pan Sonic).[222]
- 15 april – Allan Holdsworth, 70, brittisk jazz- och rockgitarrist och kompositör.[223]
- 15 april – Clifton James, 96, amerikansk skådespelare.[224]
- 15 april – Emma Morano, 117, världens äldsta människa och sista som levt under 1800-talet.[225]
- 16 april – Sven-Olof Hultgren, 88, svensk sångare och skådespelare.[226][227]
- 16 april – Bo Präntare, 89, svensk tidningsman och författare.[228]
- 17 april – Dawson Mathis, 76, amerikansk demokratisk politiker, representanthusledamot 1971–1981.[229]
- 19 april – Aaron Hernandez, 27, amerikansk fotbollsspelare (NFL) och dömd för mord.[230]
- 20 april – Olle Björling, 79, svensk skådespelare (Någonstans i Sverige, Hedebyborna).[231][232]
- 20 april – Pål-Henry Jeppsson, 85, svensk idrottsläkare.[233]
- 20 april – Germaine Mason, 34, jamaicansk-brittisk höjdhoppare.[234]
- 21 april – Magdalena Abakanowicz, 86, polsk skulptör och textilkonstnär.[235]
- 21 april – Ugo Ehiogu, 44, brittisk fotbollsspelare.[236]
- 22 april – Henning Eichberg, 74, tysk historiker, kultursociolog och idrottshistoriker.[237]
- 22 april – Alicia Lundberg, 83, svensk journalist och programpresentatör[238]
- 22 april – Michele Scarponi, 37, italiensk professionell tävlingscyklist.[239]
- 23 april – Leo Baxendale, 86, brittisk serieskapare.[240]
- 23 april – Imre Földi, 78, ungersk tyngdlyftare.[241]
- 23 april – Åke Larsson, 85, svensk fotbollsspelare.[242]
- 23 april – Inga Ålenius, 78, svensk skådespelare (Hem till byn).[243]
- 24 april – František Brůna, 72, tjeckisk (tjeckoslovakisk) handbollsspelare.[244]
- 24 april – Don Gordon, 90, amerikansk skådespelare.[245]
- 24 april – Robert M. Pirsig, 88, amerikansk författare, filosof och motorcykelentusiast (Zen och konsten att sköta en motorcykel).[246]
- 26 april – Jonathan Demme, 73, amerikansk filmregissör (När lammen tystnar), manusförfattare och filmproducent.[247]
- 26 april – Margit Pörtner, 45, dansk curlingspelare.[248]
- 27 april – Vito Acconci, 77, amerikansk designer.[249][250]
- 27 april – Joe Leonard, 84, amerikansk racerförare och roadracingförare.[251]
- 27 april – Gunnar Randholm, 94, svensk ingenjör och företagsledare.[252]
- 30 april – Lorna Gray, 99, amerikansk skådespelare.[253]
- 30 april – Jidéhem, 81, belgisk serietecknare (Gaston).[254]
- 30 april – Christine Saarukka, 69, finländsk TV-journalist.[255]
- 30 april – Ueli Steck, 40, schweizisk bergsbestigare.[256]

## Maj

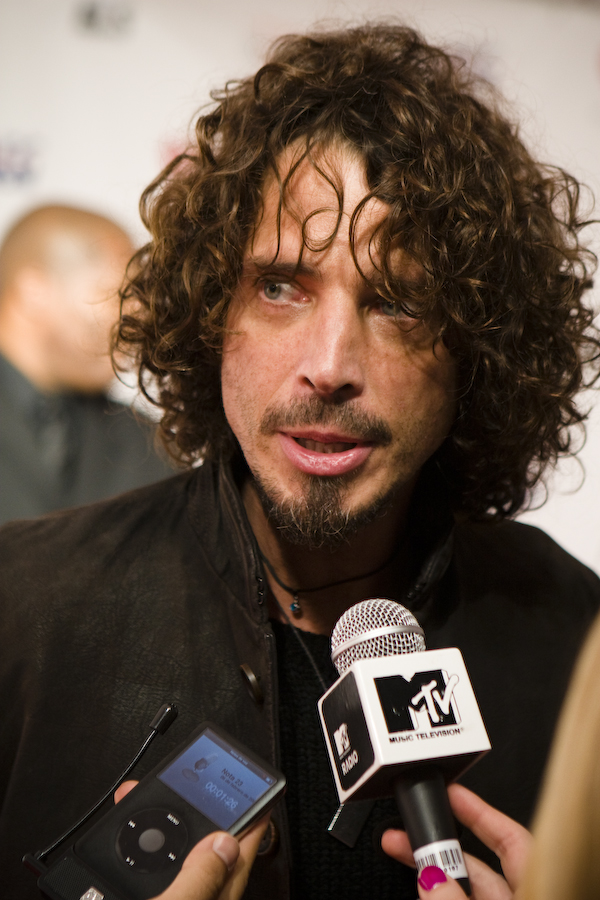
Den amerikanske sångaren och musikern Chris Cornell avled 17 maj, 52 år gammal.

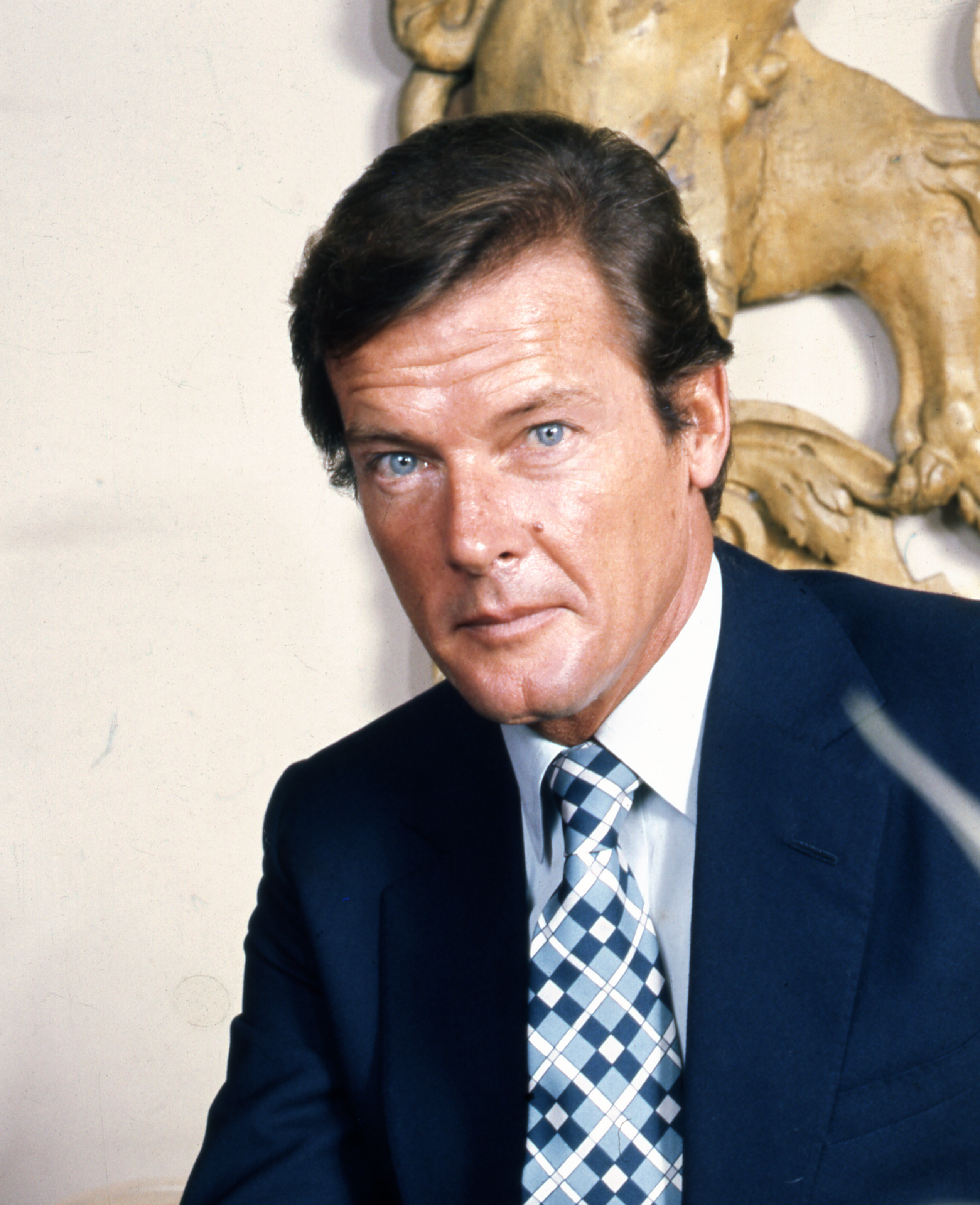
Den brittiske skådespelaren Roger Moore avled 23 maj, 89 år gammal.

- 1 maj – Katy Bødtger, 84, dansk sångare (Eurovision Song Contest 1960).[257]
- 1 maj – Jurij Lobanov, 64, tadzjikisk (sovjetisk) kanotist.[258]
- 1 maj – Mike Lowry, 78, amerikansk demokratisk politiker, guvernör i delstaten Washington 1993–1997, representanthusledamot 1979–1989.[259]
- 2 maj – Heinz Kessler, 97, östtysk kommunistisk politiker och militär.[260]
- 2 maj – Moray Watson, 88, brittisk skådespelare.[261]
- 3 maj – Daliah Lavi, 74, israelisk skådespelare.[262]
- 4 maj – William Baumol, 95, amerikansk nationalekonom.[263][264]
- 4 maj – Stephen McKenna, 78, brittisk målare.[265]
- 4 maj – Timo Mäkinen, 79, finländsk rallyförare.[266]
- 5 maj – Adolph Kiefer, 98, amerikansk simmare.[267][268]
- 5 maj – Olof Ljunggren, 84, svensk företagsledare.[269]
- 5 maj – Ely Ould Mohamed Vall, 64, mauretansk politiker, militärledare och statschef 2005–2007.[270]
- 6 maj – Steven Holcomb, 37, amerikansk bobåkare.[271]
- 7 maj – Svend Wam, 71, norsk filmregissör och manusförfattare.[272]
- 8 maj – Curt Lowens, 91, amerikansk skådespelare och förintelseöverlevare.[273]
- 9 maj – Christopher Boykin, 45, amerikansk underhållare och musiker (Rob & Big).[274]
- 9 maj – Robert Miles, 47, italiensk musikproducent och DJ.[275]
- 9 maj – Michael Parks, 77, amerikansk skådespelare.[276]
- 9 maj – Qian Qichen, 89, kinesisk politiker och diplomat, utrikesminister 1988–1998.[277]
- 10 maj – Geoffrey Bayldon, 93, brittisk skådespelare.[278]
- 10 maj – Thomas Hibberd, 91, kanadensisk ishockeyspelare.[279]
- 10 maj – Bengt Rosén, 81, svensk jurist, företagare och folkpartistisk politiker.[280]
- 11 maj – Elisabet Hermodsson, 89, svensk författare, konstnär, kulturjournalist och viskompositör.[281]
- 12 maj – Mauno Koivisto, 93, finländsk politiker, statsminister 1968–1970 och 1979–1982, president 1982–1994.[282]
- 13 maj – John Cygan, 63, amerikansk skådespelare och röstskådespelare.[283]
- 13 maj – Kurt Rydé, 95, svensk företagsledare.[284]
- 14 maj – Powers Boothe, 68, amerikansk skådespelare.[285]
- 14 maj – Jean Fritz, 101, amerikansk barnboksförfattare.[286]
- 15 maj – Karl-Otto Apel, 95, tysk filosof och professor.[287]
- 15 maj – Ian Brady, 79, brittisk seriemördare ("The Moors murders").[288]
- 15 maj – Allan Lawrence, 86, australisk långdistanslöpare.[289][290]
- 16 maj – Birger Thölix, 85, finländsk chefredaktör och författare.[291]
- 16 maj – Oleg Vidov, 73, rysk-amerikansk skådespelare.[292]
- 17 maj – Chris Cornell, 52, amerikansk musiker och sångare (Soundgarden, Audioslave).[293][294]
- 17 maj – Rhodri Morgan, 77, brittisk (walesisk) politiker, försteminister i Wales 2000–2009 och ledare för walesiska Labour under samma period.[295]
- 18 maj – Roger Ailes, 77, amerikansk mediachef, grundare av Fox News och dess högsta chef 1996–2016.[296]
- 18 maj – Ulla Cyrus-Zetterström, 103, svensk textiltekniker, vävlärare och författare.[297]
- 18 maj – Jacque Fresco, 101, amerikansk arkitektur- och industridesigner, autodidaktisk samhällsingenjör och förespråkare för ett alternativt ekonomiskt samhällssystem inom ramen för Zeitgeiströrelsen.[298]
- 18 maj – Jim McElreath, 89, amerikansk racerförare.[299]
- 19 maj – Stanislav Petrov, 77, rysk överstelöjtnant.[300]
- 19 maj – Matti K. Mäkinen, 85, finländsk arkitekt.[301]
- 21 maj – Lars-Erik Skiöld, 65, svensk brottare och fotbollsspelare.[302][303]
- 22 maj – Nicky Hayden, 35, amerikansk roadracingförare.[304]
- 22 maj – Dina Merrill, 93, amerikansk skådespelare.[305]
- 23 maj – Roger Moore, 89, brittisk skådespelare (James Bond, Helgonet, Snobbar som jobbar).[306]
- 23 maj – Elisabeth Ralf, 98, svensk grossist och författare.[307]
- 24 maj – Jared Martin, 75, amerikansk skådespelare (Dallas).[308]
- 24 maj – Ragna Nyblom, 87, svensk skådespelare och tv-personlighet.[309]
- 26 maj – Laura Biagiotti, 73, italiensk modedesigner.[310]
- 26 maj – Zbigniew Brzezinski, 89, polskfödd amerikansk diplomat och statsvetare, nationell säkerhetsrådgivare 1977–1981.[311]
- 26 maj – Jim Bunning, 85, amerikansk basebollspelare och republikansk politiker, senator 1999–2011.[312]
- 27 maj – Gregg Allman, 69, amerikansk musiker och låtskrivare.[313]
- 29 maj – Konstantinos Mitsotakis, 98, grekisk politiker, premiärminister 1990–1993.[314]
- 29 maj – Manuel Noriega, 83, panamansk militär, Panamas de facto ledare 1983–1989.[315]
- 31 maj – Reinhold Hanning, 95, tysk SS-Unterscharführer.[316][317]
- 31 maj – Tino Insana, 69, amerikansk skådespelare.[318]
- 31 maj – István Szondy, 91, ungersk modern femkampare och ryttare.[319]

## Juni

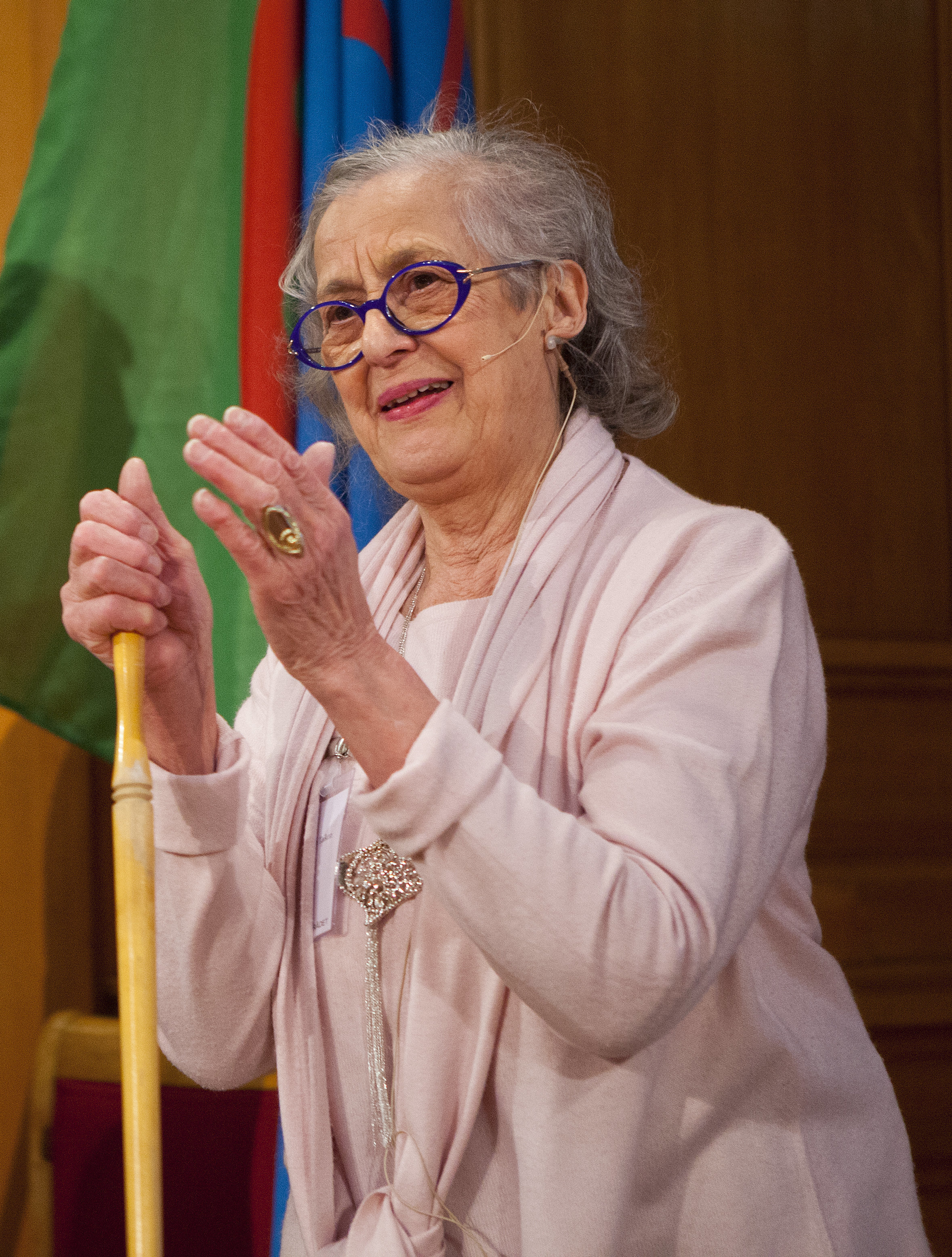
Den svenska samhällsdebattören Rosa Taikon avled 1 juni, 90 år gammal.

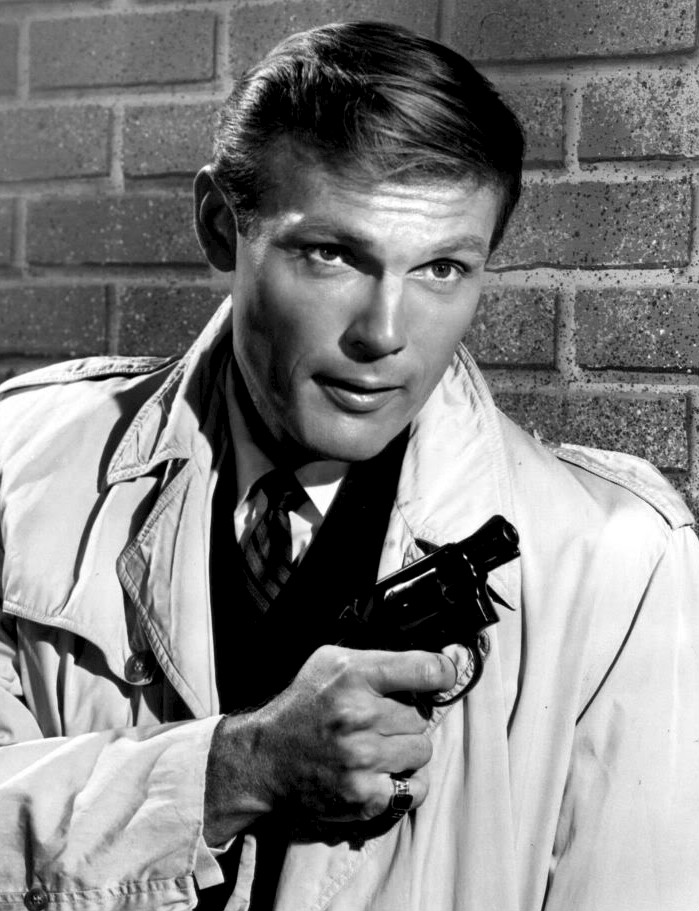
Den amerikanske skådespelaren Adam West avled 9 juni, 88 år gammal.

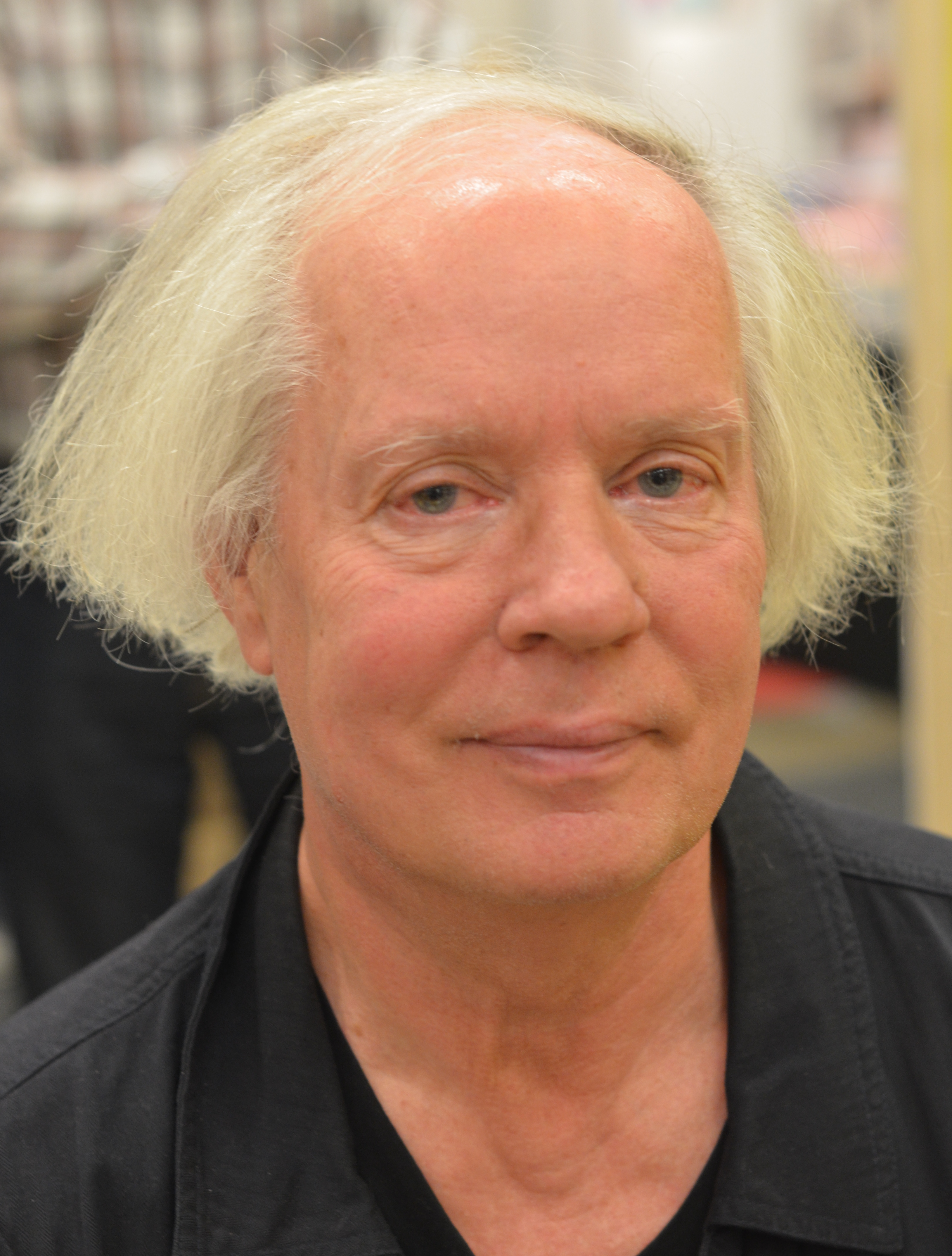
Den svenske författaren Ulf Stark avled 13 juni, 72 år gammal.

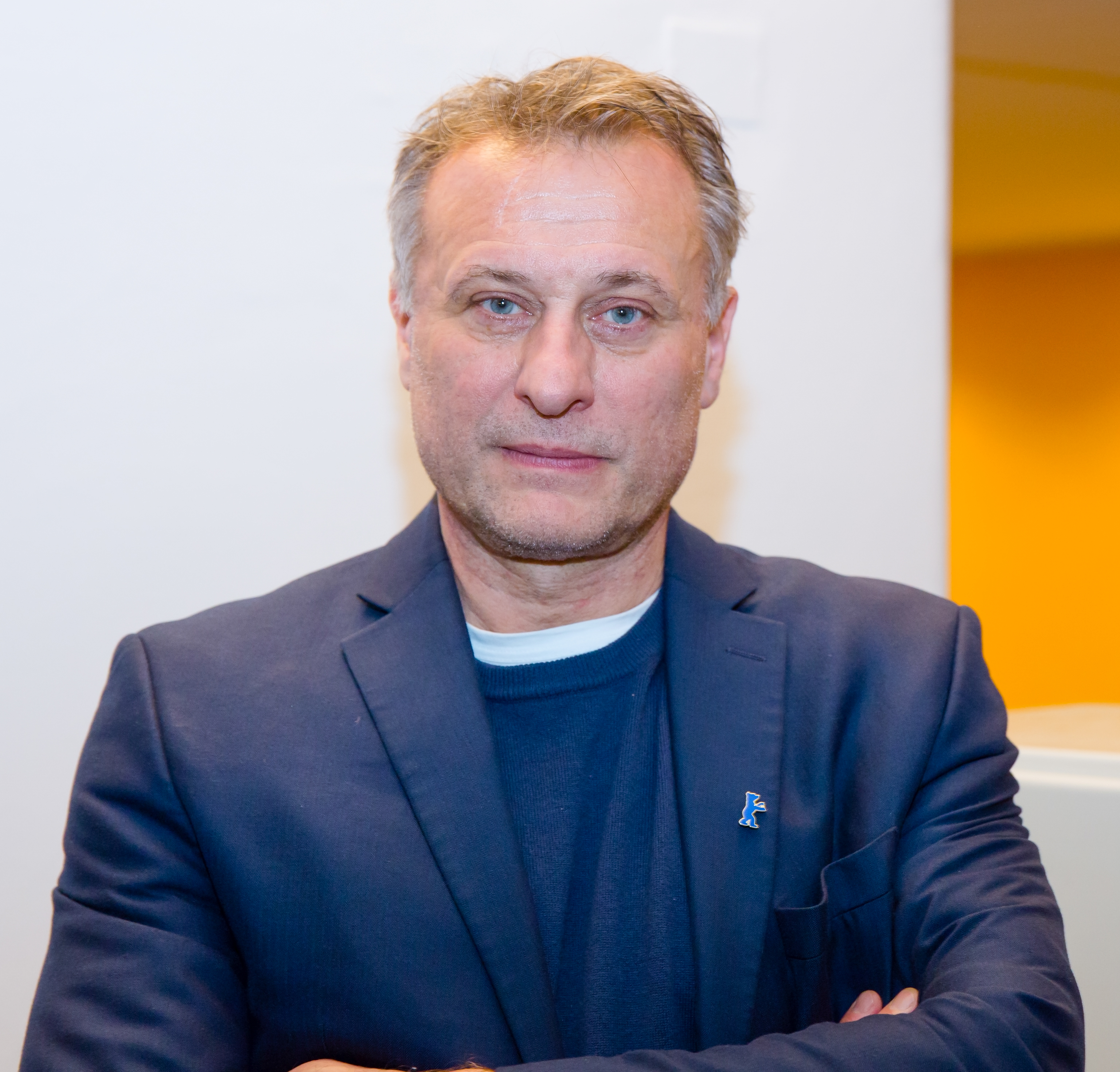
Den svenske skådespelaren och författaren Michael Nyqvist avled 27 juni, 56 år gammal.

- 1 juni – Roberto De Vicenzo, 94, argentinsk golfspelare.[320]
- 1 juni – Tankred Dorst, 91, tysk dramatiker och teaterregissör.[321]
- 1 juni – Rosa Taikon, 90, svensk silversmed, samhällsdebattör och aktivist för romers rättigheter.[322][323]
- 1 juni – Raino Westerholm, 97, finländsk politiker, partiledare för Finlands kristliga förbund 1973–1982.[324]
- 2 juni – Gordon Christian, 89, amerikansk ishockeyspelare.[325]
- 2 juni – Peter Sallis, 96, brittisk skådespelare.[326]
- 2 juni – Jimmy Stahr, 82, dansk radioprogramvärd, författare och politiker.[327]
- 2 juni – Tom Tjaarda, 82, amerikansk bilformgivare.[328]
- 2 juni – Stig Zandén, 90, svensk målare och tecknare.[329]
- 3 juni – Niels Helveg Petersen, 78, dansk politiker, ekonomiminister 1988–1990 och utrikesminister 1993–2000.[330]
- 4 juni – Hubert Förster, 80, tyskfödd svensk tv-kock.[331][332]
- 4 juni – Juan Goytisolo, 86, spansk författare.[333]
- 4 juni – Roger Smith, 84, amerikansk skådespelare.[334]
- 5 juni – Ragnar Borgedahl, 67, svensk musiker och sångare.[335]
- 5 juni – Helen Dunmore, 64, brittisk författare.[336][337]
- 5 juni – Anna Jókai, 84, ungersk författare.[338]
- 5 juni – Cheick Tioté, 30, ivoriansk fotbollsspelare.[339]
- 6 juni – John Bower, 76, amerikansk skidåkare inom nordisk kombination.[340]
- 6 juni – Adnan Khashoggi, 81, saudisk affärsman och vapenhandlare.[341]
- 6 juni – Sandra Reemer, 66, nederländsk sångare (Eurovision Song Contest 1972, 1976 och 1979) och presentatör.[342]
- 6 juni – Márta Rudas, 80, ungersk spjutkastare.[343]
- 6 juni – Bill Walker, 88, brittisk politiker.[344]
- 7 juni – Tryggve Emond, 92, svensk författare och översättare.[345]
- 7 juni – Jan Høiland, 78, norsk sångare (Tiotusen röda rosor).[346]
- 8 juni – Glenne Headly, 62, amerikansk skådespelare.[347]
- 9 juni – Adam West, 88, amerikansk skådespelare.[348]
- 9 juni – Sheila Willcox, 81, brittisk ryttare.[349]
- 11 juni – Norman Pollack, 84, amerikansk historiker.[350]
- 11 juni – Ragnar Rommetveit, 92, norsk psykolog.[351]
- 13 juni – Philip Gossett, 75, amerikansk musikolog.[352]
- 13 juni – Anita Pallenberg, 75, tysk-italiensk skådespelare, fotomodell och modedesigner, flickvän till Brian Jones och Keith Richards.[353]
- 13 juni – Ulf Stark, 72, svensk barnboksförfattare.[354]
- 16 juni – John G. Avildsen, 81, amerikansk filmregissör.[355]
- 16 juni – Helmut Kohl, 87, tysk politiker, förbundskansler 1982–1998.[356]
- 16 juni – Ren Rong, 99, kinesisk kommunistisk generalmajor och politiker.[357]
- 17 juni – Józef Grudzień, 78, polsk boxare.[358]
- 17 juni – Baldwin Lonsdale, 67, vanuatisk politiker, president 2014–2017.[359]
- 18 juni – Lars Cavallin, 76, svensk romersk-katolsk präst och teolog.[360]
- 18 juni – Pierluigi Chicca, 79, italiensk fäktare.[361]
- 18 juni – Joel Joffe, 85, sydafrikansk-brittisk jurist, människorättsadvokat och medlem av brittiska överhuset.[362]
- 19 juni – Annikki Tähti, 87, finländsk schlagersångare.[363]
- 19 juni – Otto Warmbier, 22, amerikansk högskolestudent som hållits fängslad av den nordkoreanska regimen.[364]
- 20 juni – Prodigy, 42, amerikansk rappare.[365]
- 20 juni – Fredrik Skagen, 80, norsk författare.[366]
- 22 juni – Quett Masire, 91, botswansk politiker, vicepresident 1966–1980 och president 1980–1998.[367]
- 24 juni – Olle Grönstedt, 93, svensk skribent, recensent och skådespelare.[368]
- 24 juni – Mats Johansson, 65, svensk journalist och moderat politiker, politisk chefredaktör på Svenska Dagbladet 2000–2003 och riksdagsledamot 2006–2014.[369]
- 24 juni – Nils ”Dubbel-Nisse” Nilsson, 81, svensk ishockeyspelare.[370]
- 24 juni – Monica Nordquist, 76, svensk skådespelare.[371]
- 25 juni – Harry Winblad, 94, svensk militär.[372]
- 25 juni – Denis McQuail, 82, brittisk massmedieforskare.[373]
- 26 juni – Alice Trolle-Wachtmeister, 91, svensk grevinna, överhovmästarinna och statsfru.[374]
- 27 juni – Geri Allen, 60, amerikansk jazzpianist.[375]
- 27 juni – Peter L. Berger, 88, amerikansk sociolog.[376]
- 27 juni – Michael Bond, 91, brittisk författare, skapare av Björnen Paddington.[377]
- 27 juni – Pierre Combescot, 77, fransk journalist och författare.[378]
- 27 juni – Michael Nyqvist, 56, svensk skådespelare och författare.[379]
- 28 juni – Phil Cohran, 90, amerikansk jazzmusiker.[380]
- 29 juni – Dave Semenko, 59, kanadensisk ishockeyspelare och tränare.[381]
- 30 juni – Darrall Imhoff, 78, amerikansk basketspelare.[382]
- 30 juni – Simone Veil, 89, fransk jurist och politiker, talman i Europaparlamentet 1979–1982.[383]

## Juli

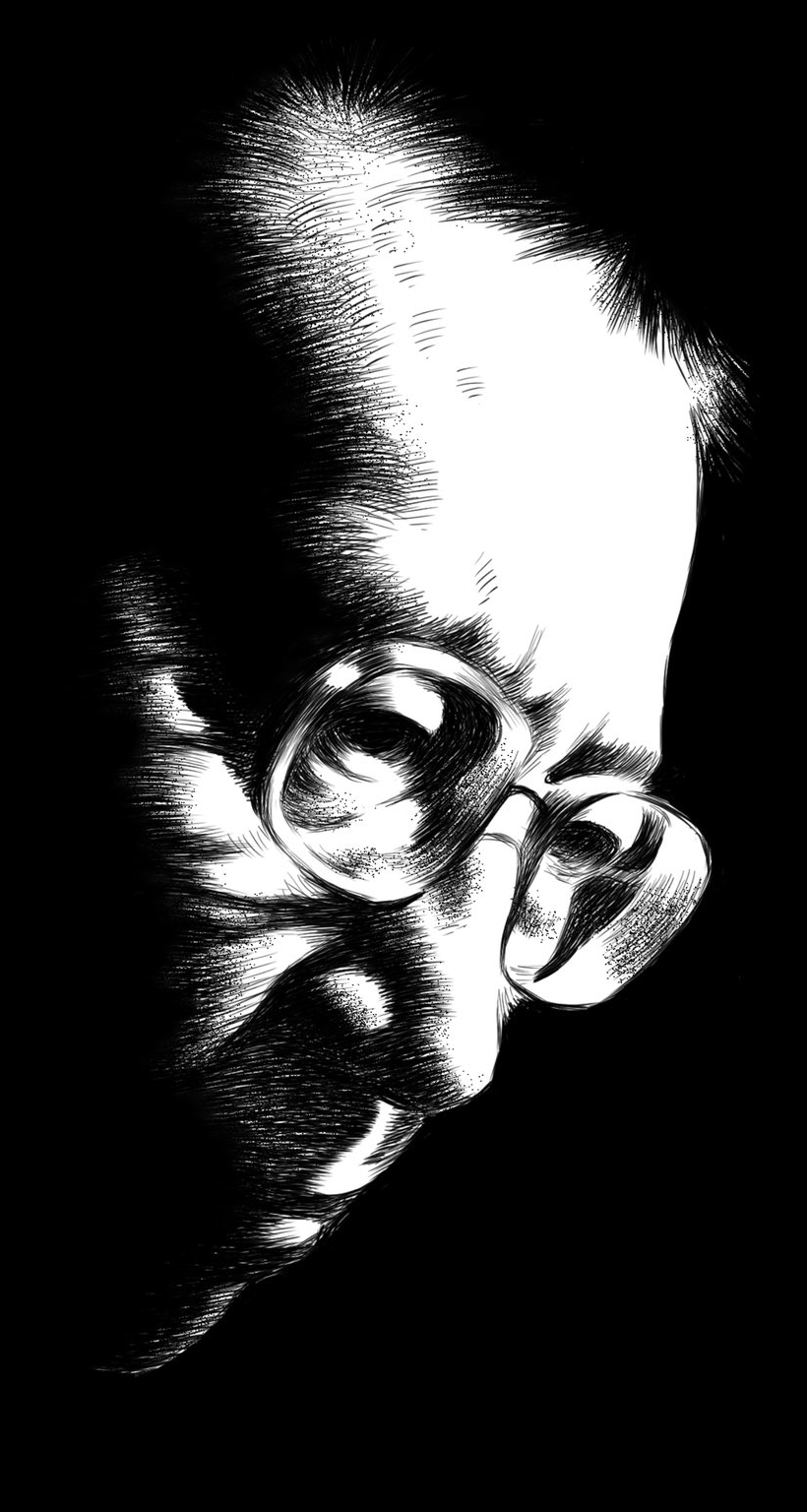
Den kinesiske regimkritikern och fredspristagaren Liu Xiaobo avled 13 juli, 61 år gammal.

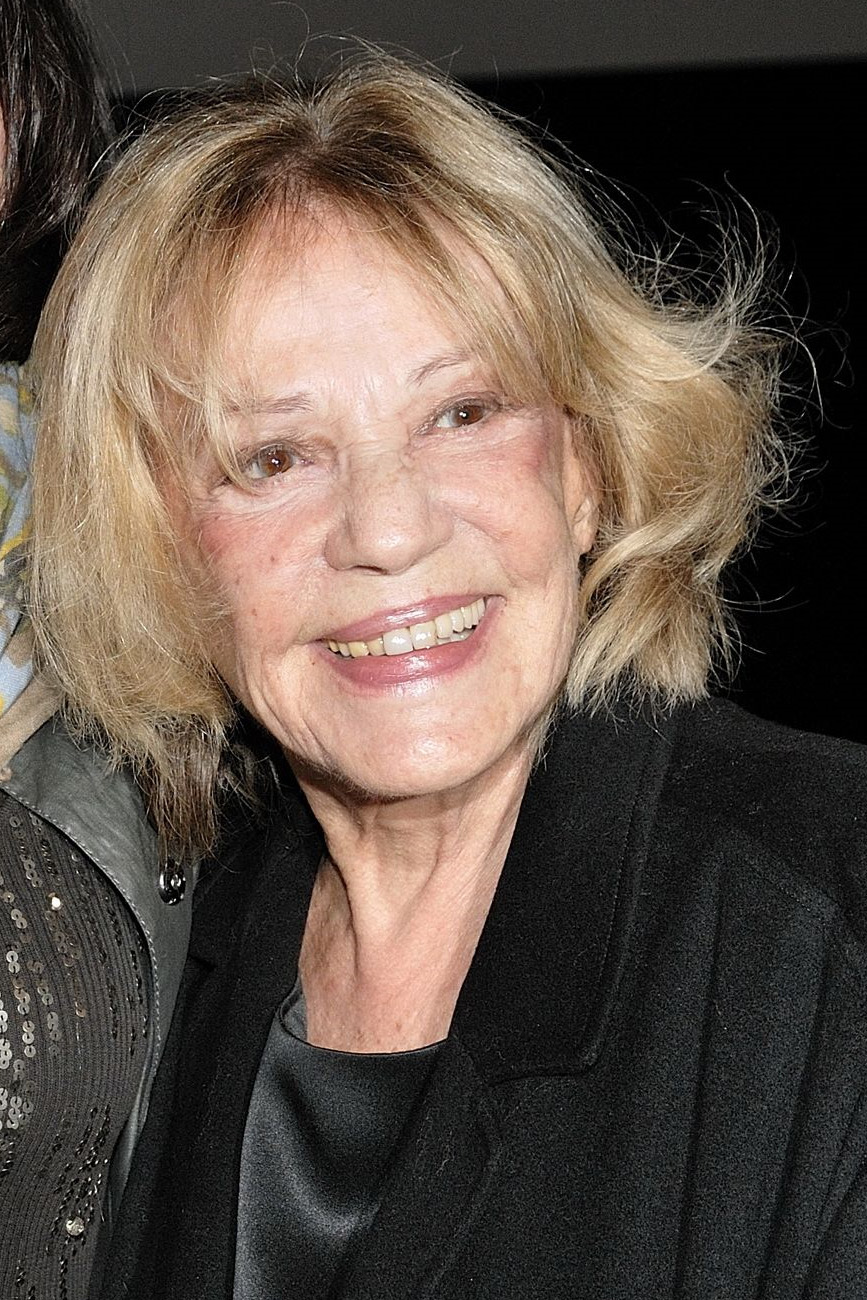
Den franska skådespelaren Jeanne Moreau avled 31 juli, 89 år gammal.

- 1 juli – Rolf Janson, 91, svensk tidnings- och bokförläggare.[384]
- 4 juli – Karl Andersson, 85, svensk militär.[385]
- 4 juli – Daniil Granin, 98, rysk författare.[386]
- 6 juli – Joan Boocock Lee, 95, brittisk-amerikansk röstskådespelarska, hustru till Stan Lee.
- 6 juli – Håkan Carlqvist, 63, svensk motocrossförare, bragdguldmedaljör 1983.[387]
- 6 juli – Svante Löfgren, 99, svensk journalist, utrikeskorrespondent och författare.[388][389]
- 7 juli – Bengt Hallgren, 94, svensk lärare och författare.[390]
- 7 juli – Egil Monn-Iversen, 89, norsk kompositör och filmproducent.[391]
- 8 juli – Nelsan Ellis, 39, amerikansk skådespelare.[392]
- 9 juli – Ilja Glazunov, 87, rysk konstnär.[393]
- 9 juli – Gray Reisfield, 85, svensk-amerikansk förvaltare, brorsdotter till Greta Garbo.[394]
- 10 juli – Peter Härtling, 83, tysk författare och poet.[395]
- 10 juli – Anders William-Olsson, 97, svensk arkitekt.[396]
- 10 juli – Berndt Öst, 86, svensk sångare, låtskrivare och musiker.[397]
- 12 juli – Kärsti Stiege, 64, sångare och fotograf.[398]
- 13 juli – Liu Xiaobo, 61, kinesisk litteraturvetare och regimkritiker, mottagare av Nobels fredspris 2010.[399]
- 14 juli – Anne Golon, 95, fransk författare (Angélique).[400]
- 14 juli – Maryam Mirzakhani, 40, iransk matematiker.[401]
- 15 juli – Martin Landau, 89, amerikansk skådespelare.[402]
- 16 juli – George A. Romero, 77, amerikansk-kanadensisk filmregissör och manusförfattare (Night of the Living Dead, etc).[403]
- 17 juli – Harvey Atkin, 74, kanadensisk skådespelare.[404]
- 18 juli – Max Gallo, 85, fransk författare, historiker och politiker.[405]
- 18 juli – Mauno Hartman, 87, finsk skulptör.[406]
- 19 juli – Ralph Regula, 92, amerikansk republikansk politiker, representanthusledamot 1973–2009.[407]
- 20 juli – Chester Bennington, 41, amerikansk sångare (Linkin Park).[408]
- 20 juli – Bernhard Kempa, 96, tysk handbollsspelare och tränare.[409]
- 21 juli – John Heard, 71, amerikansk skådespelare.[410]
- 21 juli – Nikolaj Kamenskij, 85, rysk (sovjetisk) backhoppare.[411]
- 22 juli – Hans Björkegren, 84, svensk journalist, översättare och författare.[412]
- 22 juli – Fred Negendanck, 80, finländsk skådespelare.[413]
- 24 juli – Åke Daun, 81, svensk etnolog.[414][415]
- 25 juli – Ivana Loudová, 76, tjeckisk kompositör.[416]
- 25 juli – Barbara Sinatra, 90, amerikansk modell och showartist, Frank Sinatras hustru från 1976 fram till hans död 1998.[417]
- 26 juli – Magnus Böcker, 55, svensk företagsledare.[418]
- 26 juli – June Foray, 99, amerikansk röstskådespelare.[419]
- 26 juli – Leo Kinnunen, 73, finsk racerförare.[420]
- 27 juli – Sam Shepard, 73, amerikansk skådespelare och regissör.[421][422]
- 28 juli – Stein Mehren, 82, norsk författare och poet.[423]
- 28 juli – Gösta Peterson, 94, svensk modefotograf.[424]
- 31 juli – Jeanne Moreau, 89, fransk skådespelare.[425]

## Augusti

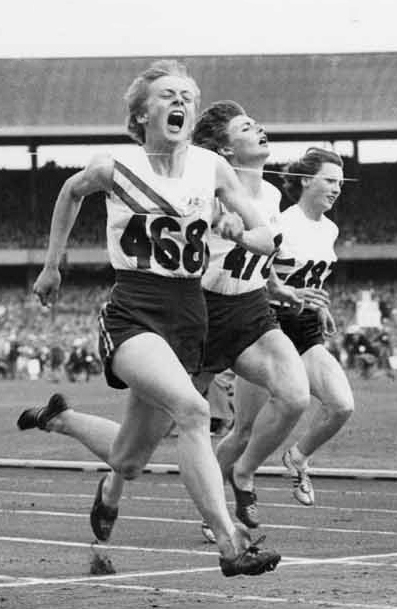
Den australiska sprintern Betty Cuthbert avled 6 augusti, 79 år gammal.

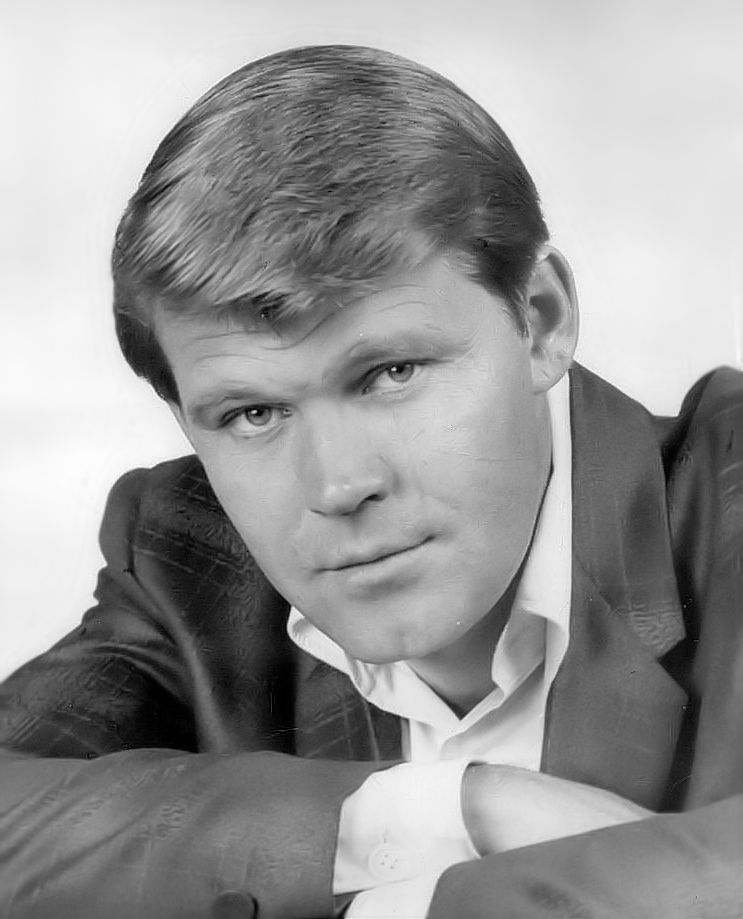
Den amerikanske countryartisten Glen Campbell avled 8 augusti, 81 år gammal.

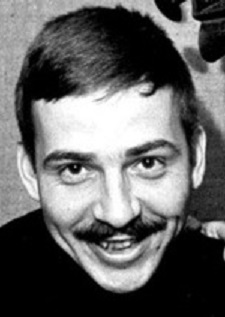
Den svenske skådespelaren och musikern Janne ”Loffe” Carlsson avled 31 augusti, 80 år gammal.

- 1 augusti – Carinne Löfgren-Williams, 88, svensk konstnär.[426][427]
- 2 augusti – Wanda Chotomska, 87, polsk författare och poet.[428]
- 2 augusti – Jim Marrs, 73, amerikansk journalist, författare och konspirationsteoretiker.[429]
- 2 augusti – Ola Nyberg, 83, svensk illustratör.[430]
- 3 augusti – Robert Hardy, 91, brittisk skådespelare (I vår herres hage).[431]
- 3 augusti – Ángel Nieto, 70, spansk roadracingförare.[432]
- 4 augusti – Erling Brøndum, 87, dansk journalist och politiker, försvarsminister 1973–1975.[433]
- 5 augusti – Dionigi Tettamanzi, 83, italiensk romersk-katolsk kardinal.[434]
- 5 augusti – Mark White, 77, amerikansk demokratisk politiker, guvernör i Texas 1983–1987.[435]
- 5 augusti – Ernst Zündel, 78, tysk skribent, publicist och förintelseförnekare.[436]
- 6 augusti – Betty Cuthbert, 79, australisk friidrottare.[437]
- 6 augusti – Daniel McKinnon, 95, amerikansk ishockeyspelare.[438]
- 8 augusti – Glen Campbell, 81, amerikansk countrysångare, gitarrist och skådespelare.[439]
- 8 augusti – Pēteris Plakidis, 70, lettisk tonsättare, kompositör, pianist och dirigent.[440]
- 11 augusti – Richard Gordon, 95, brittisk författare.[441]
- 11 augusti – Israel Kristal, 113, världens äldsta levande man.[442]
- Exakt datum saknas – Kim Wall, 30, svensk journalist.[443]
- 12 augusti – Bryan Murray, 74, kanadensisk ishockey-manager och tränare.[444]
- 12 augusti – Göran "Dallas" Sedvall, 76, svensk bandyspelare.[445]
- 12 augusti – Nils G. Åsling, 89, svensk centerpartistisk politiker, industriminister 1976–1978 och 1979–1982.[446]
- 13 augusti – Joseph Bologna, 82, amerikansk skådespelare och manusförfattare.[447]
- 15 augusti – Gunnar Birkerts, 92, lettisk-amerikansk arkitekt.[448]
- 15 augusti – Vern Ehlers, 83, amerikansk republikansk politiker, representanthusledamot 1993–2011.[449]
- 16 augusti – Ingrid Schöier, 95, svensk poet, författare och litteraturkritiker.[450][451]
- 17 augusti – Sonny Landham, 76, amerikansk skådespelare.[452]
- 17 augusti – Sirkka Selja, 97, finsk poet.[453]
- 18 augusti – Pertti Alaja, 65, finsk fotbollsspelare (Malmö FF) och förbundsordförande.[454]
- 18 augusti – Sonny Burgess, 88, amerikansk rockabilly-gitarrist, sångare och låtskrivare.[455]
- 18 augusti – Bruce Forsyth, 89, brittisk programledare, skådespelare och komiker.[456]
- 18 augusti – Janos Tandari, 70, ungersk jockey verksam i Sverige.[457]
- 19 augusti – Brian Aldiss, 92, brittisk litteraturvetare och författare.[458]
- 19 augusti – Dick Gregory, 84, amerikansk komiker, skådespelare och medborgarrättsaktivist.[459]
- 19 augusti – Olle Vejde, 96, svensk författare.[460]
- 20 augusti – Karin Bang, 88, norsk författare.[461]
- 20 augusti – Margot Hielscher, 97, tysk sångare (Eurovision Song Contest 1957 och 1958) och skådespelare.[462]
- 20 augusti – Jerry Lewis, 91, amerikansk skådespelare och komiker.[463]
- 20 augusti – Seija Simola, 72, finländsk sångare (Eurovision Song Contest 1978).[464]
- 21 augusti – Réjean Ducharme, 76, kanadensisk författare och dramatiker.[465]
- 22 augusti – John Abercrombie, 72, amerikansk jazzgitarrist.[466]
- 22 augusti – Tony deBrum, 72, marshallesisk politiker och miljöaktivist.[467][468][469]
- 24 augusti – Cecil D. Andrus, 85, amerikansk demokratisk politiker, inrikesminister 1977–1981.[470]
- 24 augusti – Tom Krestesen, 90, danskfödd konstnär.[471]
- 26 augusti – Tobe Hooper, 74, amerikansk filmregissör (Motorsågsmassakern, Poltergeist).[472]
- 27 augusti – Filiz Aker, 54, turkisk fotomodell och skådespelare.[473][474][475][476]
- 27 augusti – Ebrahim Yazdi, 85, iransk politiker och diplomat, utrikesminister och vice premiärminister 1979.[477][478]
- 28 augusti – Tore Frängsmyr, 79, svensk professor i vetenskapshistoria.[479]
- 28 augusti – Tsutomu Hata, 82, japansk politiker, premiärminister 1994.[480]
- 29 augusti – Carl Henrik Martling, 92, svensk kyrkoman och överhovpredikant.[481][482]
- 30 augusti – Louise Hay, 90, amerikansk självhjälpsförfattare.[483]
- 31 augusti – Richard Anderson, 91, amerikansk skådespelare.[484]
- 31 augusti – Janne ”Loffe” Carlsson, 80, svensk skådespelare och musiker.[485]
- 31 augusti – Jan Romare, 81, svensk serietecknare.[486]

## September

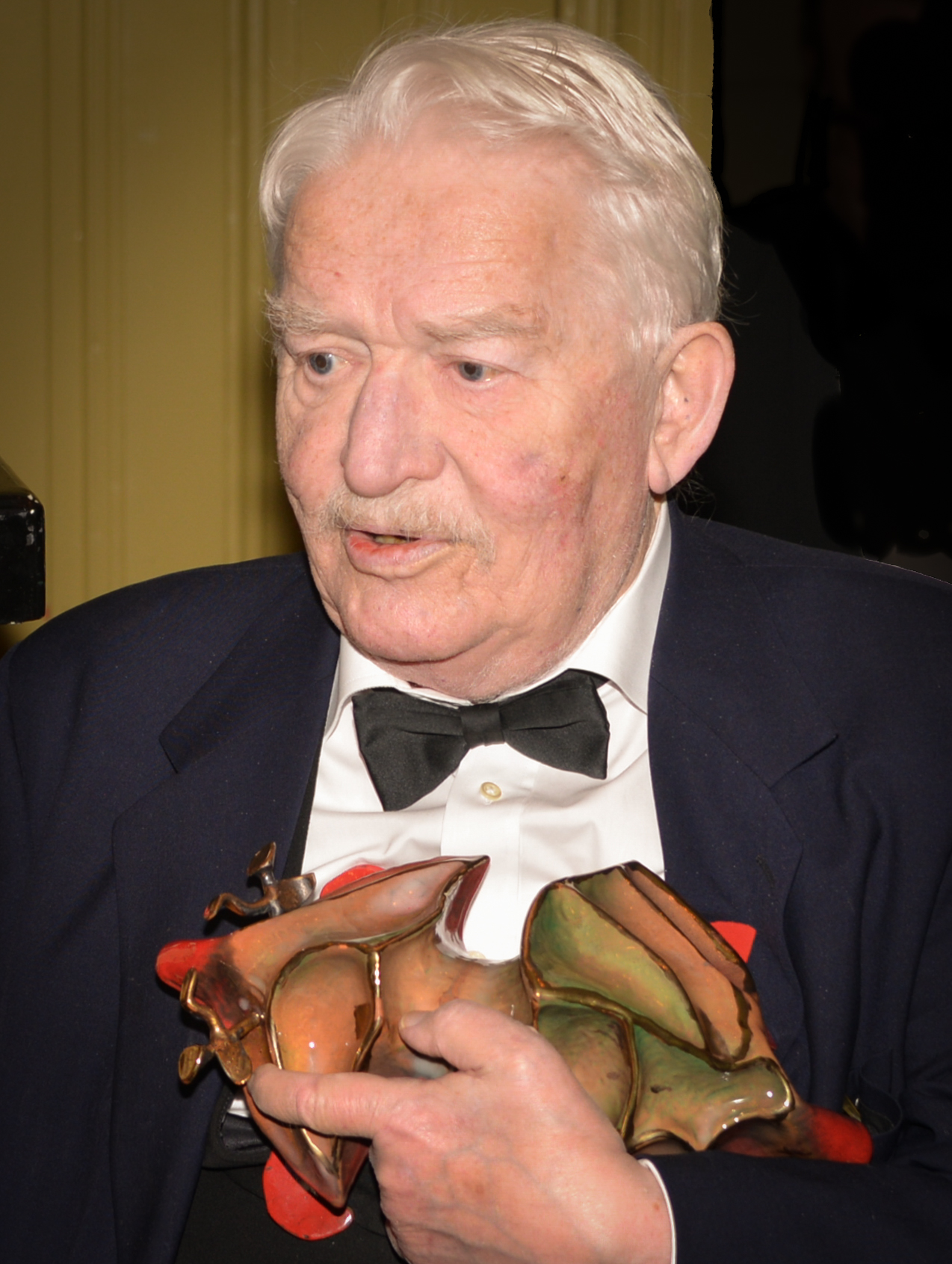
Den svenske komikern, filmskaparen och skådespelaren Hasse Alfredson avled 10 september, 86 år gammal.

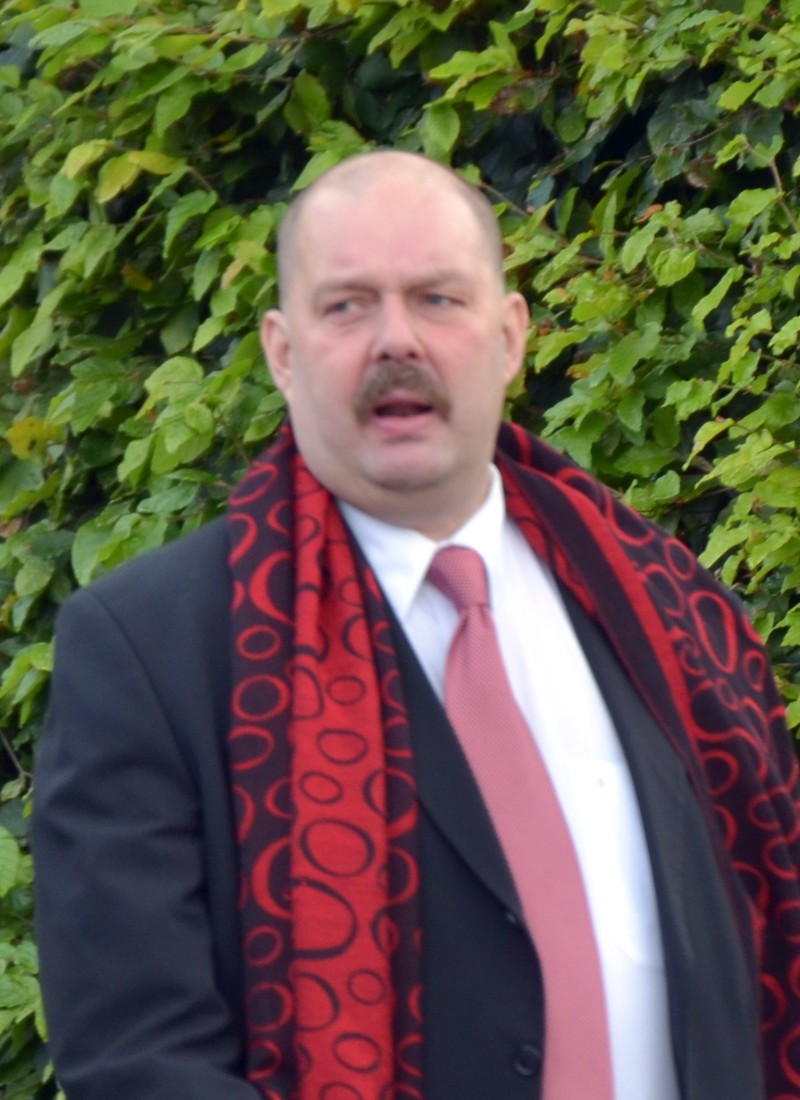
Den svenske politikern Börje Vestlund avled 22 september, 57 år gammal.

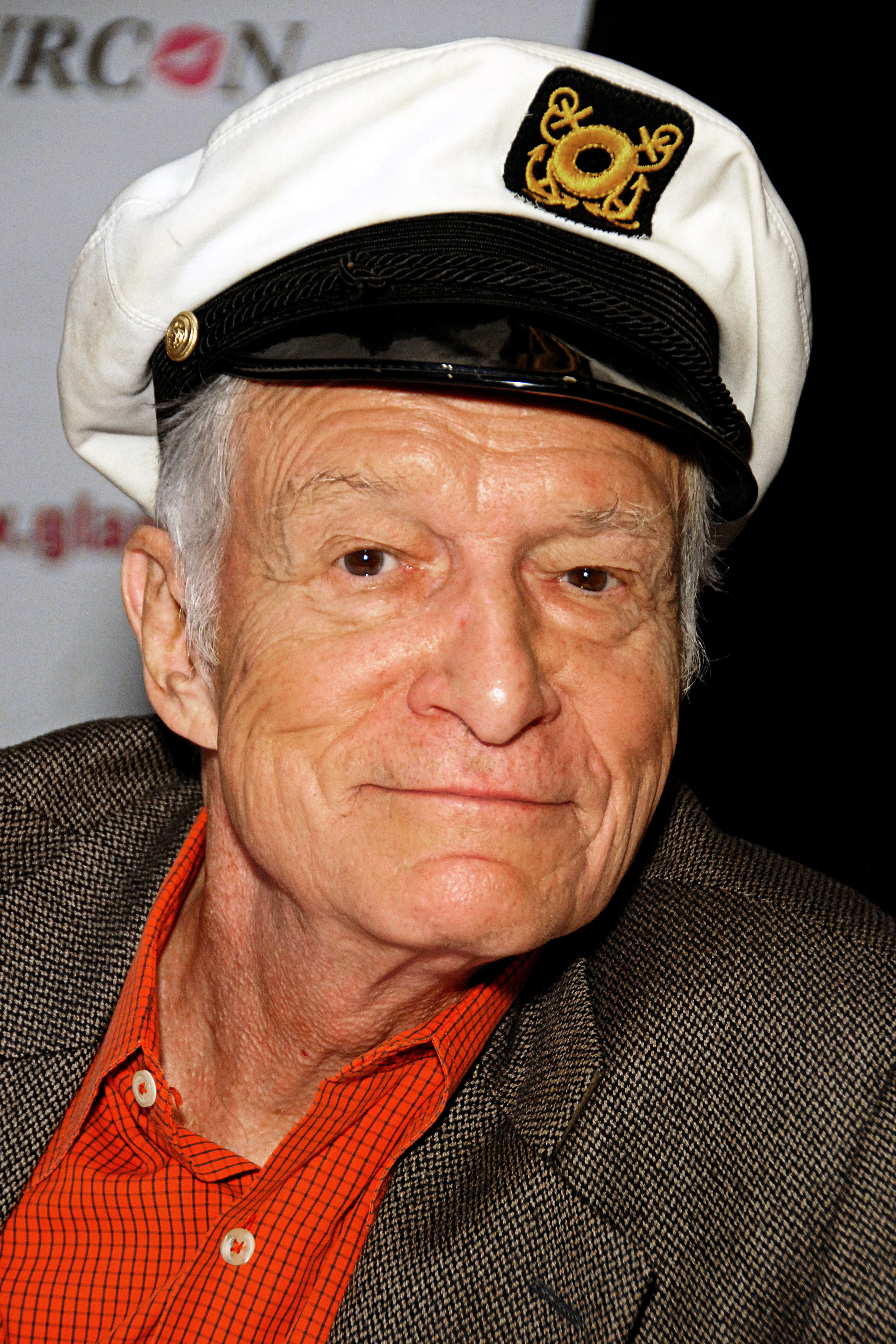
Den amerikanske tidningsmannen och grundaren av Playboy Hugh Hefner avled 27 september, 91 år gammal.

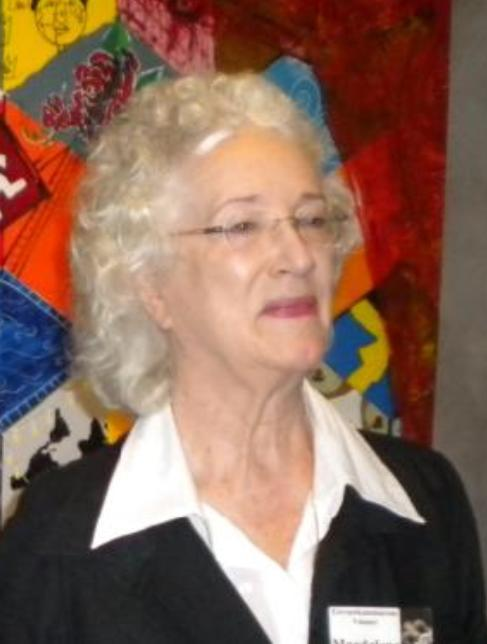
Den svenska journalisten Magdalena Ribbing avled 29 september, 77 år gammal.

- 1 september – Shelley Berman, 92, amerikansk komiker och skådespelare.[487]
- 1 september – Cormac Murphy-O'Connor, 85, brittisk romersk-katolsk kardinal.[488]
- 2 september – Peter Puders, 58, svensk gitarrist.[489][490]
- 3 september – John Ashbery, 90, amerikansk poet.[491]
- 3 september – Walter Becker, 67, amerikansk musiker (Steely Dan) och producent.[492]
- 4 september – David Magnusson, 91, svensk psykolog.[493]
- 5 september – Nicolaas Bloembergen, 97, nederländsk-amerikansk fysiker, nobelpristagare 1981.[494]
- 5 september – Holger Czukay, 79, tysk multiinstrumentalist och kompositör (Can).[495]
- 5 september – Arno Rink, 76, tysk målare.[496]
- 5 september – Rick Stevens, 77, amerikansk R&B-sångare.[497]
- 5 september – Bo Södersten, 86, svensk nationalekonom och politiker.[498]
- 6 september – Kate Millett, 82, amerikansk feministisk författare och aktivist.[499]
- 6 september – Lotfi Zadeh, 96, azerisk-amerikansk matematiker och datavetare.[500]
- 8 september – Pierre Bergé, 86, fransk affärsman, medgrundare till modehuset Yves Saint Laurent.[501]
- 8 september – Isabelle Daniels, 80, amerikansk friidrottare (sprinter).[502]
- 8 september – Catherine Hardy, 87, amerikansk friidrottare. (sprinter).[503]
- 8 september – Blake Heron, 35, amerikansk skådespelare (Tom and Huck).[504] [505]
- 9 september – Frank Aarebrot, 70, norsk professor i statsvetenskap.[506]
- 9 september – Torsten Åhman, 73, svensk riksevangelist och pastor i Svenska Missionskyrkan.[507]
- 10 september – Hans Alfredson, 86, svensk komiker, författare och filmskapare.[508]
- 10 september – Nancy Hatch Dupree, 89, amerikansk historiker och kulturvetare.[509]
- 10 september – Pierre Pilote, 85, kanadensisk professionell ishockeyspelare (Chicago Blackhawks, etc).[510]
- 10 september – Len Wein, 69, amerikansk serieskapare och redaktör.[511]
- 11 september – J.P. Donleavy, 91, irländsk-amerikansk författare och dramatiker.[512]
- 11 september – Peter Hall, 86, brittisk teaterregissör och teaterchef.[513]
- 11 september – Alberto Pagani, 79, italiensk roadracingförare.[514]
- 13 september – Pete Domenici, 85, amerikansk republikansk politiker, senator från New Mexico 1973–2009.[515]
- 14 september – Gunnar Goude, 84, svensk miljöpartistisk riksdagsledamot, professor i psykologi.[516]
- 14 september – Grant Hart, 56, amerikansk rocksångare, musiker och låtskrivare (Hüsker Dü).[517]
- 15 september – Violet Brown, 117, världens äldsta person.[518]
- 15 september – Albert Speer Jr., 83, tysk arkitekt och stadsplanerare, son till Albert Speer.[519]
- 15 september – Harry Dean Stanton, 91, amerikansk skådespelare och musiker.[520]
- 16 september – Nabeel Qureshi, 34, amerikansk kristen författare och apologet.[521]
- 17 september – Lennart Värmby, 72, svensk vänsterpartistisk politiker.[522]
- 19 september – Åke W. Edfeldt, 91, svensk psykolog och professor.[523]
- 19 september – Jake LaMotta, 95, amerikansk proffsboxare (förebild för filmen Tjuren från Bronx).[524]
- 19 september – John Nicholson, 75, nyzeeländsk racerförare.[525]
- 20 september – Arne Solli, 79, Norges försvarschef 1994–1999.[526]
- 21 september – Liliane Bettencourt, 94, fransk affärskvinna (L'Oréal).[527]
- 21 september – Karl-Erik "Örn-Kalle" Johansson, 69, svensk backhoppare.[528]
- 22 september – Eric Eycke, 62, amerikansk sångare (Corrosion of Conformity).[529]
- 22 september – Paavo Lonkila, 94, finländsk längdskidåkare.[530]
- 22 september – Johan Lybeck, 73, svensk nationalekonom och professor.[531]
- 22 september – Börje Vestlund, 57, svensk socialdemokratisk politiker.[532]
- 23 september – Charles Bradley, 68, amerikansk sångare.[533]
- 23 september – Ingvar Sandahl, 90, svensk företagsledare inom transport och entreprenad.[534]
- 25 september – Carolus Enckell, 72, finlandssvensk konstnär.[535]
- 25 september – Folke Rabe, 81, svensk tonsättare, jazz- och kammarmusiker.[536]
- 25 september – Annie Wegelius, 58, svensk TV-producent och programdirektör.[537][538]
- 27 september – Joy Fleming, 72, tysk sångare (Eurovision Song Contest 1975).[539]
- 27 september – Hans Gerschwiler, 97, schweizisk konståkare.[540]
- 27 september – Hugh Hefner, 91, amerikansk medieföretagare, grundare och ägare av tidskriften Playboy.[541]
- 27 september – Anne Jeffreys, 94, amerikansk skådespelare.[542]
- 27 september – Zuzana Růžičková, 90, tjeckisk cembalist.[543]
- 27 september – Antonio Spallino, 92, italiensk olympisk guldmedaljör i florett.[544]
- 28 september – Vann Molyvann, 90, kambodjansk arkitekt.[545]
- 28 september – Benjamin Whitrow, 80, brittisk skådespelare.[546]
- 29 september – Philippe Médard, 58, fransk handbollsspelare.[547]
- 29 september – Magdalena Ribbing, 77, svensk författare, journalist och folkvettsexpert.[548]
- 30 september – Tom Paley, 89, amerikansk musiker.[549]
- 30 september – Stig Stenholm, 78, finländsk fysiker.[550]

## Oktober

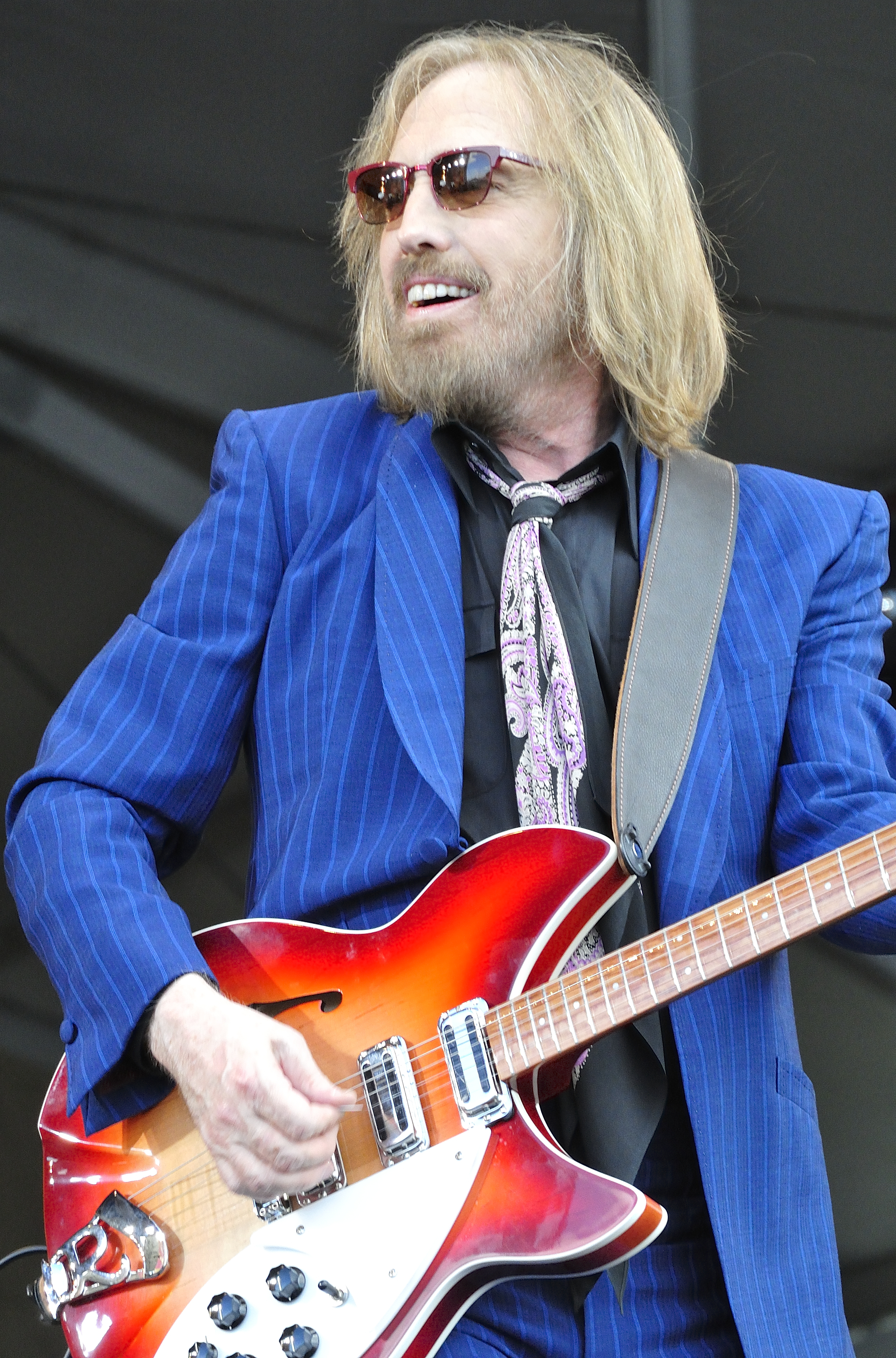
Den amerikanske musikern Tom Petty avled 2 oktober, 66 år gammal.

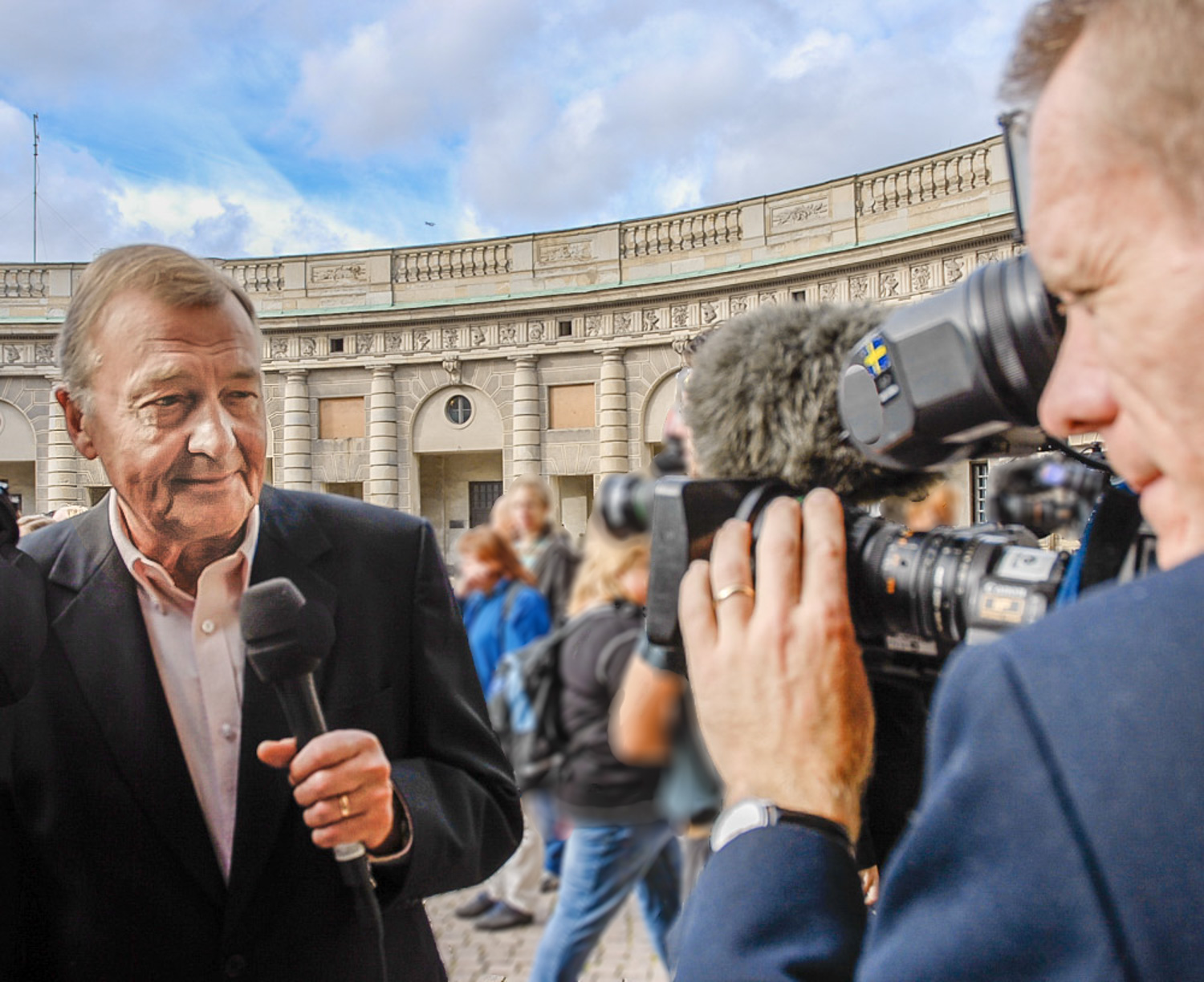
Den svenske TV-journalisten Bo Holmström avled 12 oktober, 78 år gammal.

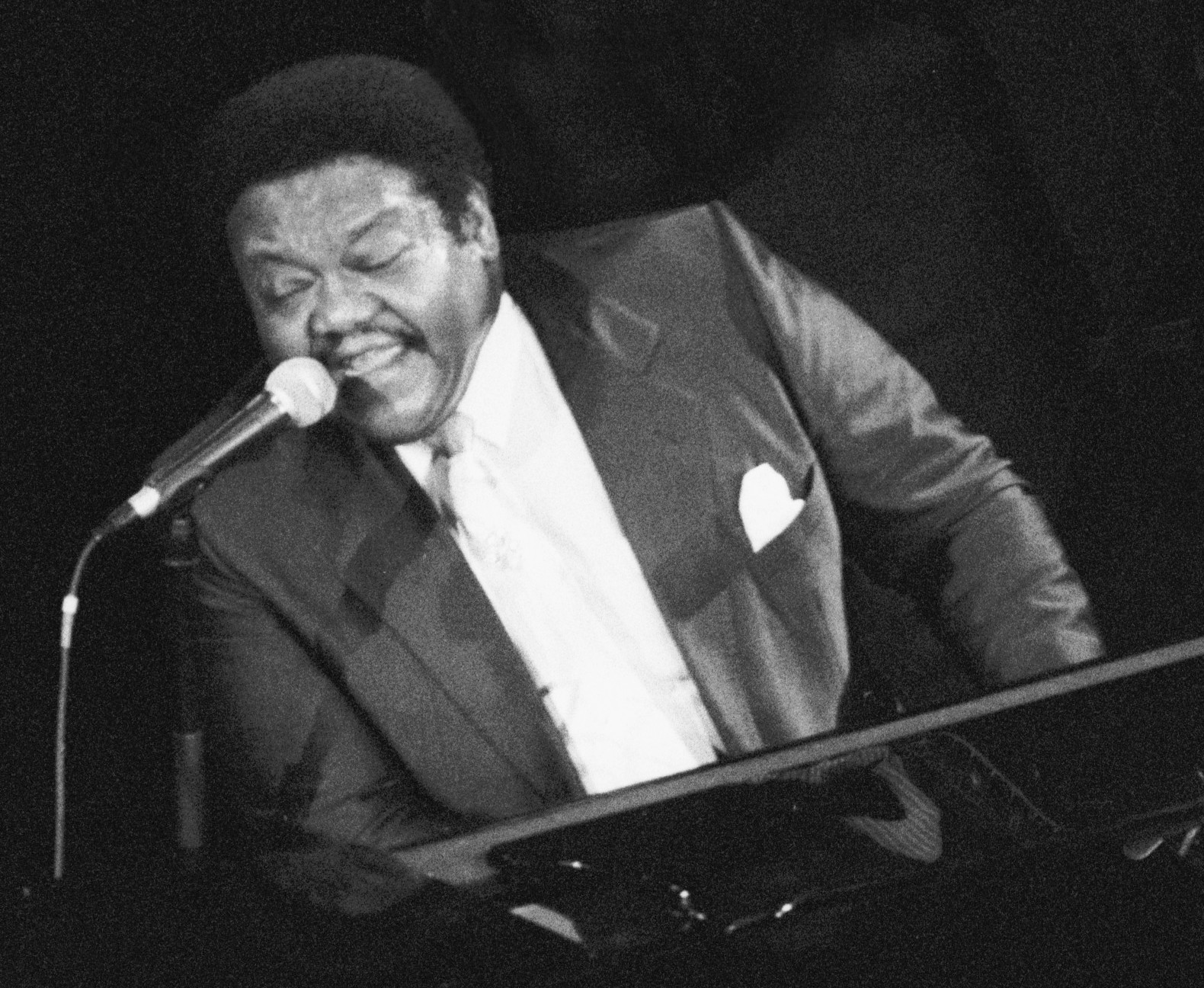
Den amerikanske pianisten och sångaren Fats Domino avled 24 oktober, 89 år gammal.

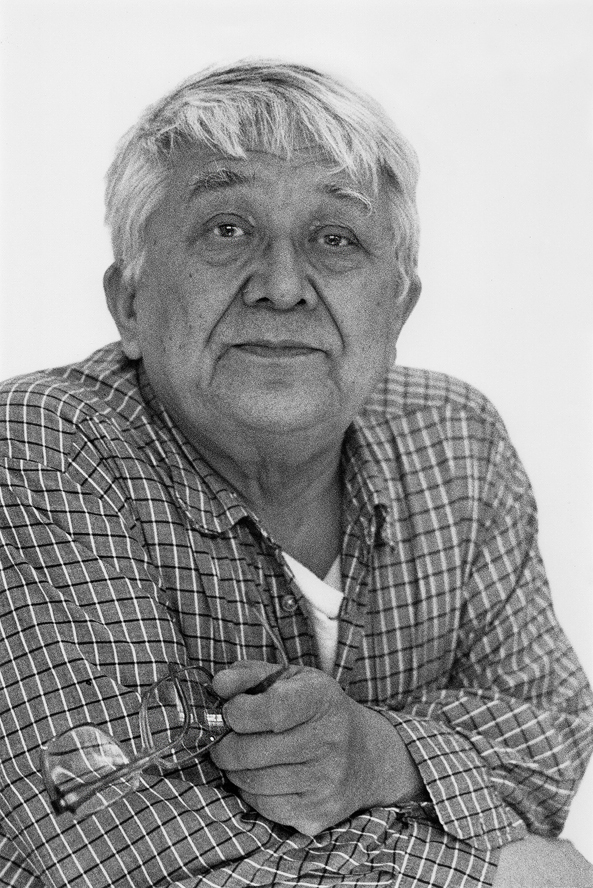
Den turkisk-svenske fotografen och författaren Lütfi Özkök avled 31 oktober, 94 år gammal.

- 1 oktober – Arthur Janov, 93, amerikansk psykiater.[551]
- 2 oktober – Klaus Huber, 92, schweizisk kompositör, violinist och kompositionslärare.[552]
- 2 oktober – Tom Petty, 66, amerikansk musiker, sångare och låtskrivare.[553]
- 3 oktober – Janos Solyom, 78, svensk-ungersk konsertpianist, kompositör och dirigent.[554]
- 3 oktober – Jalal Talabani, 83, kurdisk-irakisk politiker, Iraks president 2005–2014.[555]
- 4 oktober – Liam Cosgrave, 97, irländsk politiker, taoiseach (premiärminister) 1973–1977.[556]
- 5 oktober – Anne Wiazemsky, 70, fransk skådespelare och författare.[557]
- 6 oktober – Ralphie May, 45, amerikansk komiker.[558]
- 6 oktober – Birgitta Tullberg, 65, svensk ekolog.[559]
- 7 oktober – Kaj Heurlin, 96, svensk läroboksförfattare.[560]
- 7 oktober – Barbro Karabuda, 82, svensk författare och filmare.[561]
- 7 oktober – Ole Krarup, 82, dansk jurist och politiker.[562]
- 7 oktober – Tom Tscherning, 87, svensk diplomat.[559]
- 8 oktober – Mike Boland, 62, kanadensisk ishockeyspelare.[563]
- 8 oktober – Rolf Reimers, 82, svensk arkitekt, konstnär och serietecknare.[564]
- 8 oktober – Birgitta Ulfsson, 89, finlandssvensk skådespelare och teaterregissör.[565]
- 9 oktober – Armando Calderón Sol, 69, salvadoransk politiker, president 1994–1999.[566]
- 10 oktober – Hans Olof Ahnlund, 98, svensk läkare.[567]
- 10 oktober – Pentti Holappa, 90, finländsk författare och poet.[568]
- 11 oktober – Staffan Lindh, 85, svensk konstnär.[569]
- 11 oktober – Milan Otáhal, 89, tjeckisk historiker och dissident, signerare av Charta 77.[570]
- 11 oktober – Sten Wennlo, 92, svensk företagsledare.[564]
- 12 oktober – Bo Holmström, 78, svensk journalist (SVT, TV4).[571]
- 12 oktober – Erkki Tammenoksa, 82, svensk socialdemokratisk riksdagsledamot.[572]
- 13 oktober – Lauri Vilkko, 92, finländsk femkampare.[573]
- 13 oktober – Albert Zafy, 90, madagaskisk politiker, president 1993–1996.[574]
- 14 oktober – Yambo Ouologuem, 77, malisk författare.[575]
- 15 oktober –  Tore Abrahamsson, 91, svensk författare, fotograf och arkitekt.[576]
- 15 oktober – Rutger Nilson, 79, svensk skådespelare.[577]
- 16 oktober – Roy Dotrice, 94, brittisk skådespelare (Amadeus, Game of Thrones).[578]
- 16 oktober – Charlotte Hjukström, 58, svensk översättare.[579]
- 17 oktober – Danielle Darrieux, 100, fransk skådespelare och sångare.[580]
- 17 oktober – Ingvar Lidholm, 96, svensk tonsättare.[581]
- 18 oktober – Brent Briscoe, 56, amerikansk skådespelare.[582]
- 18 oktober – Eamonn Campbell, 70, irländsk sångare, gitarrist och musikproducent (The Dubliners, The Dublin Legends).[583]
- 18 oktober – Ricardo Vidal, 86, filippinsk kardinal och ärkebiskop.[584]
- 19 oktober – Umberto Lenzi, 86, italiensk exploitationregissör och filmproducent.[585]
- Exakt datum okänt – Boris Lindqvist ("Rock-Boris"), 76, svensk rocksångare.[586]
- 20 oktober – Judith McGrath, 70, australisk skådespelare (Kvinnofängelset).[587]
- 20 oktober – Roland Ströhm, 89, svensk tävlingscyklist.[588]
- 20 oktober – Toni Edelmann, 71, finländsk kompositör.[589]
- 22 oktober – Paul J. Weitz, 85, amerikansk astronaut (Skylab 2, STS-6).[590]
- 22 oktober – George Young, 70, skotskfödd australisk rockmusiker, låtskrivare och skivproducent.[591]
- 23 oktober – Reinhold Durnthaler, 74, österrikisk bobåkare.[592]
- 23 oktober – Walter Lassally, 90, amerikansk filmfotograf (Zorba).[593]
- 24 oktober – Inga Borg, 92, svensk konstnär och barnboksförfattare (Plupp).[594]
- 24 oktober – Roger Broo, 72, finlandssvensk kansliråd, direktör hos Åbo Akademi.[595]
- 24 oktober – Fats Domino, 89, amerikansk pianist, sångare och låtskrivare (Blueberry Hill, Ain't That a Shame).[596]
- 24 oktober – Robert Guillaume, 89, amerikansk skådespelare och sångare (Lödder, Benson).[597]
- 24 oktober – Yngve Svedlund, 92, svensk grafiker, tecknare, målare och författare.[598]
- 25 oktober – Magne Alpsten, 82, svensk forskare och professor i medicinsk strålningsfysik.[599]
- 26 oktober – Einar Andersson, 91, svensk hästsportsfotograf.[600]
- 29 oktober – Muhal Richard Abrams, 87, amerikansk jazzmusiker och kompositör.[601]
- 29 oktober – Daniel Kallós, 80, svensk politiker och professor i pedagogik.[602]
- 30 oktober – Candy Atherton, 62, brittisk journalist och politiker (Labour), parlamentsledamot 1997–2005.[603]
- 30 oktober – Frank Doran, 68, brittisk (skotsk) politiker (Labour) och parlamentsledamot.[604]
- 30 oktober – Judy Martz, 74, amerikansk skridskolöpare och politiker, Montanas guvernör 2001–2005.[605]
- 30 oktober – Amina Okujeva, 34, tjetjensk läkare och frivilligkrigare.[606]
- 31 oktober – Knut Björkenstam, 83, svensk militär.[607]
- 31 oktober – Lütfi Özkök, 94, turkisk-svensk fotograf, författare och översättare.[608]

## November

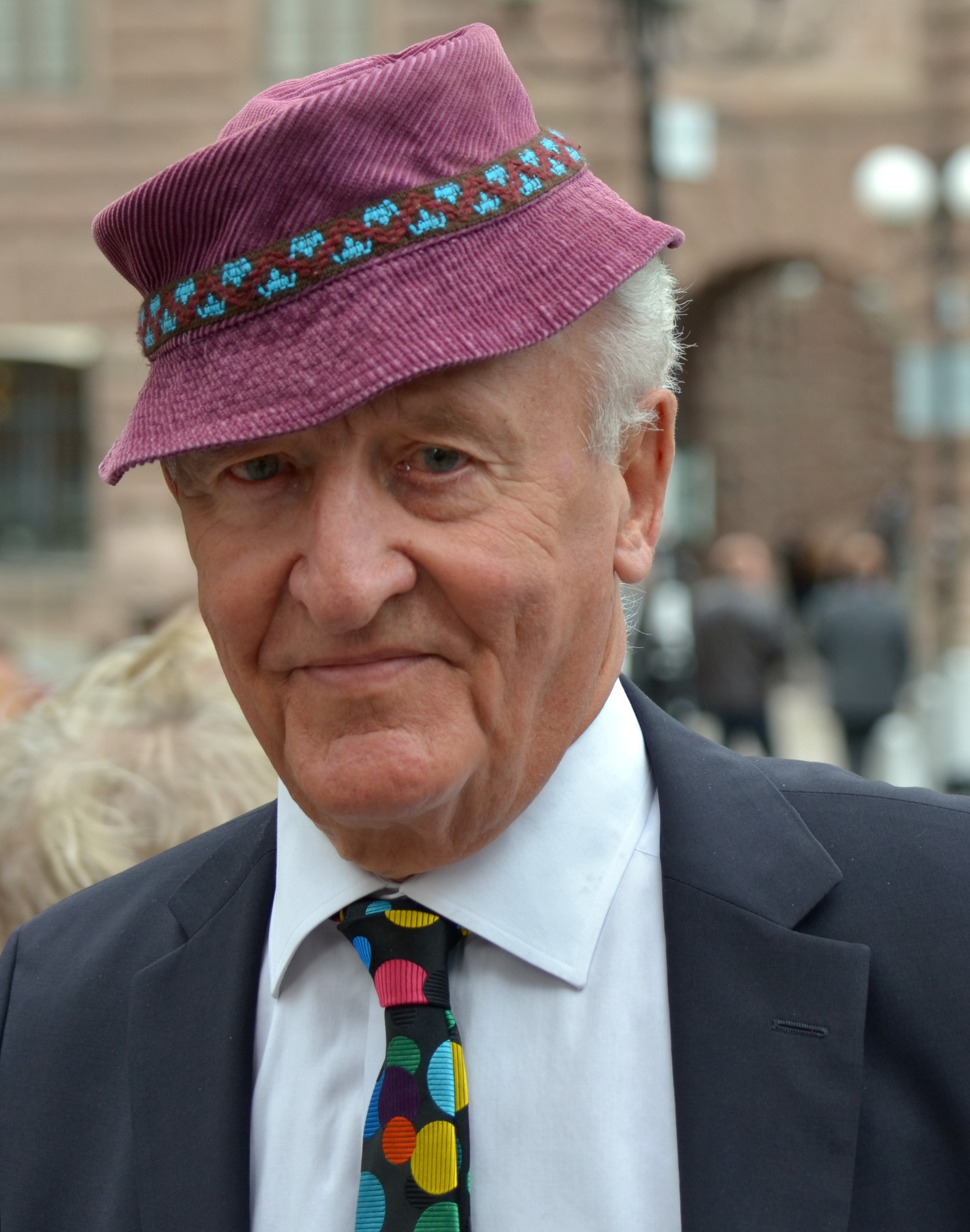
Den svenske greven och politikern Ian Wachtmeister avled 11 november, 84 år gammal.

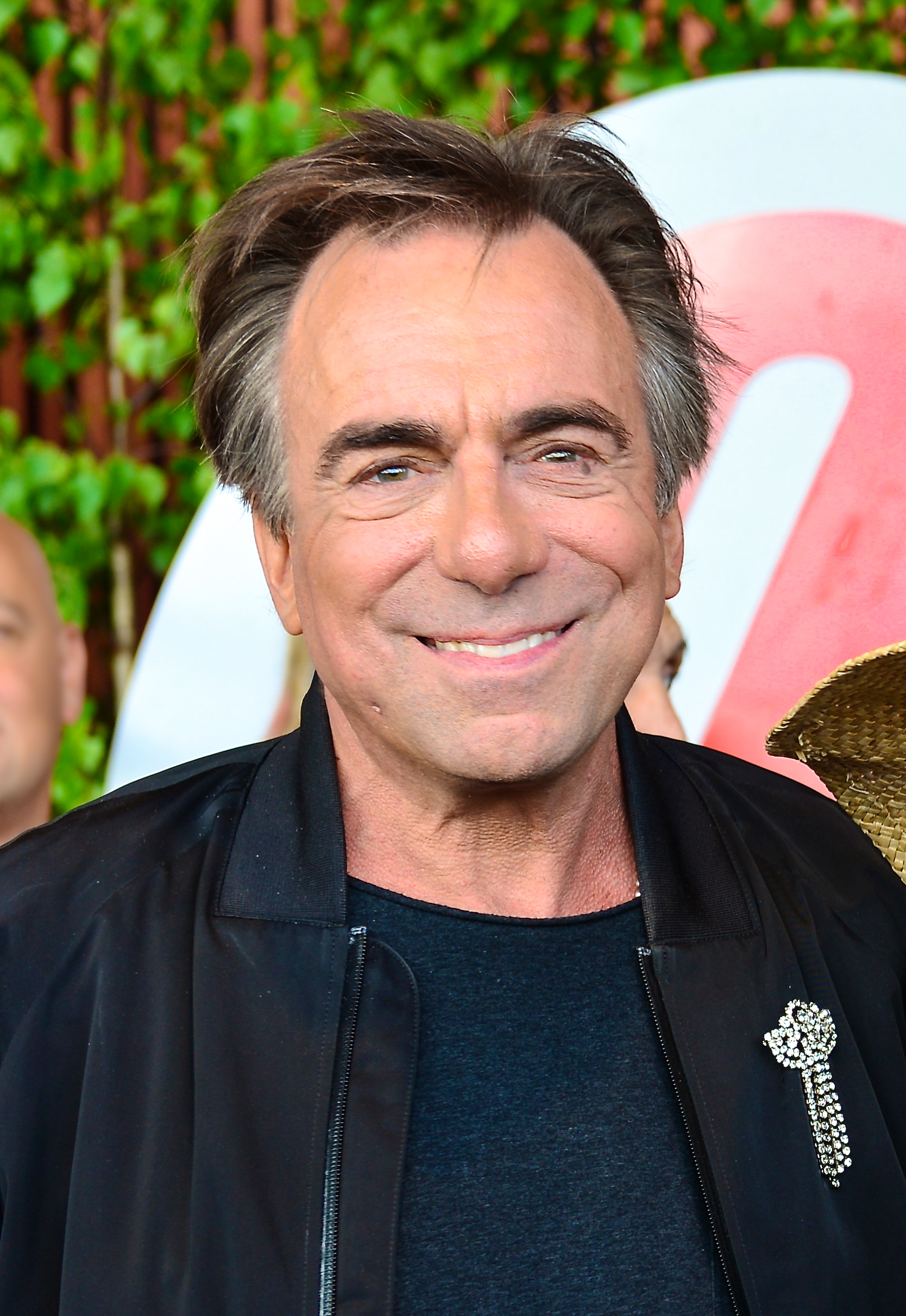
Den svenske skådespelaren Rikard Wolff avled 17 november, 59 år gammal.

- 1 november – Vladimir Makanin, 80, rysk författare.[609]
- 2 november – Aboubacar Somparé, 73, guineansk politiker, talman för parlamentet 2002–2008.[610]
- 3 november – Abdur Rahman Biswas, 91, bangladeshisk politiker, president 1991–1996.[611]
- 5 november – Robert Knight, 72, amerikansk R&B- och soul-sångare.[612]
- 5 november – Lothar Thoms, 61, tysk (östtysk) bancyklist.[613]
- 6 november – Karin Dor, 79, tysk skådespelare (Man lever bara två gånger).[614]
- 6 november – Richard F. Gordon, 88, amerikansk astronaut (Gemini 11, Apollo 12).[615]
- 7 november – Paul Buckmaster, 71, brittisk musikarrangör, dirigent och kompositör.[616]
- 7 november – Hans Schäfer, 90, tysk fotbollsspelare.[617]>
- 9 november – John Hillerman, 84, amerikansk skådespelare (Magnum).[618]
- 9 november – Shyla Stylez, 35, kanadensisk porrskådespelare.[619]
- 10 november – Michail Zadornov, 69, rysk ståuppkomiker och författare.[620]
- 11 november – Baard Owe, 81, norsk-dansk skådespelare.[621]
- 11 november – Ian Wachtmeister, 84, svensk greve, företagsledare, politiker och författare, partiledare för Ny demokrati 1991–1994.[622]
- 13 november – David Poisson, 35, fransk alpin skidåkare.[623]
- 13 november – Carl Axel Wachtmeister, 83, professor i organisk kemi.[624]
- 13 november – Hans Wieslander, 88, svensk statsvetare och professor.[625]
- 14 november – Toivo Jaatinen, 91, finländsk skulptör.[626]
- 14 november –  Stig Tornehed, 93, svensk journalist.[627]
- 15 november – Valter Bornemark, 90, svensk musiker och teaterchef.[628]
- 15 november – Lil Peep, 21, amerikansk rappare.[629]
- 17 november – Roy Halladay, 40, amerikansk basebollspelare.[630]
- 17 november – Salvatore "Totò" Riina, 87, italiensk maffiaboss.[631]
- 17 november – Jan Wersäll, 87, svensk läkare.[632]
- 17 november – Rikard Wolff, 59, svensk skådespelare och sångare.[633]
- 18 november – Azzedine Alaia, 77, tunisisk-fransk modeskapare.[634]
- 18 november – Gillian Rolton, 61, australisk ryttare.[635]
- 18 november – Pancho Segura, 96, ecuadoriansk-amerikansk professionell tennisspelare.[636]
- 18 november – Naim Süleymanoğlu, 50, bulgarisk-turkisk tyngdlyftare.[637]
- 18 november – Malcolm Young, 64, australisk musiker och gitarrist (AC/DC).[638]
- 19 november – Charles Manson, 83, amerikansk brottsling och sektledare, dömd för mord och anstiftan till mord.[639]
- 19 november – Jana Novotná, 49, tjeckisk tennisspelare.[640]
- 19 november – Della Reese, 86, amerikansk sångare och skådespelare.[641]
- 19 november – Mel Tillis, 85, amerikansk musiker, sångare och låtskrivare.[642]
- 20 november – Priyaranjan Dasmunsi, 72, indisk politiker.[643]
- 20 november – Alan Walker, 79, brittisk paleoantropolog.[644]
- 20 november – Gösta Wallmark, 91, svensk konstnär.[645]
- 21 november – David Cassidy, 67, amerikansk sångare, låtskrivare och skådespelare.[646]
- 22 november – Dmitrij Chvorostovskij, 55, rysk operasångare.[647]
- 22 november – Hans Hamngren, 83, svensk tecknare, målare och grafiker.[648]
- 22 november – Maurice Hinchey, 79, amerikansk demokratisk politiker, representanthusledamot 1993–2013.[649]
- 22 november – Johan Åkesson, 86, svensk violinist och dirigent.[650][651]
- 23 november – Tullio Baraglia, 83, italiensk roddare.[652]
- 25 november – Jesús Gómez, 76, mexikansk ryttare.[653]
- 25 november – Rance Howard, 89, amerikansk skådespelare och filmproducent, far till Ron och Clint Howard.[654]
- 26 november – Lars Ulvenstam, 96, svensk litteraturvetare, journalist, författare och tv-producent.[655]
- 26 november – W. Marvin Watson, 93, amerikansk demokratisk politiker, statstjänsteman och affärsman.[656]
- 28 november – Zdeněk Šreiner, 63, tjeckisk (tjeckoslovakisk) fotbollsspelare.[657]
- 29 november – Jerry Fodor, 82, amerikansk filosof och kognitionsvetare.[658]
- 29 november – Slobodan Praljak, 72, bosnienkroatisk politiker, militär och dömd krigsförbrytare.[659]
- 30 november – Jim Nabors, 87, amerikansk skådespelare (Gomer Pyle, U.S.M.C.).[660]

## December

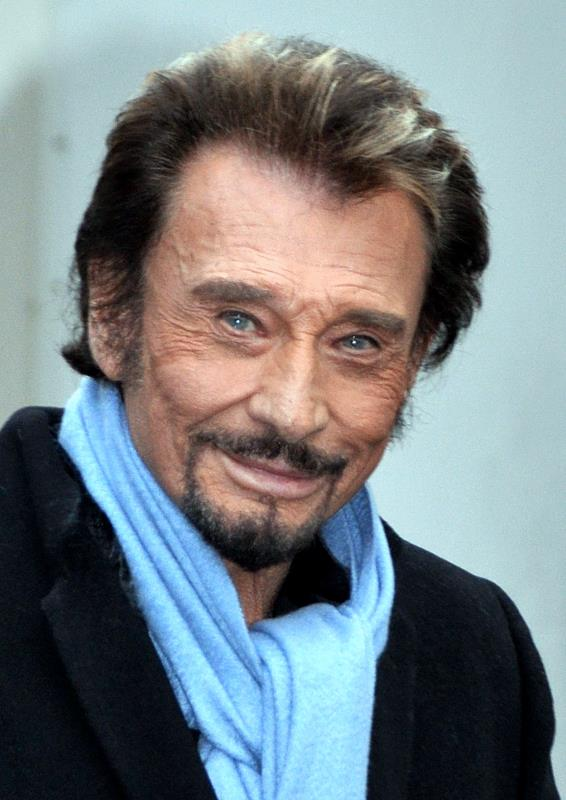
Den franske sångaren och skådespelaren Johnny Hallyday avled 5 december, 74 år gammal.

- 2 december – Ulli Lommel, 72, tysk filmregissör och skådespelare.[661]
- 2 december – Mekkawi Said, 61, egyptisk författare.[662]
- 3 december – John B. Anderson, 95, amerikansk republikansk politiker.[663]
- 3 december – Carl Axel Petri, 88, svensk opolitiskt statsråd, energiminister 1979–1981 och justitieminister 1981–1982.[645]
- 4 december – Shashi Kapoor, 79, indisk skådespelare.[664]
- 4 december – Christine Keeler, 75, brittisk modell och striptease-dansös (Profumoaffären).[665]
- 4 december – Manuel Marín, 68, spansk politiker, EU-kommissionär 1986–1999.[666]
- 4 december – Ali Abdullah Saleh, 75, jemenitisk president 1990–2012, nordjemenitisk president 1978–1990.[667]
- 5 december – Johnny Hallyday, 74, fransk rocksångare och skådespelare.[668]
- 5 december – Mikael I av Rumänien, 96, kung av Rumänien 1927–1930 och 1940–1947.[669]
- 5 december – Jean d'Ormesson, 92, fransk romanförfattare och krönikör.[670]
- 6 december – William H. Gass, 93, amerikansk författare.[671]
- 6 december – Henrik Svenungsson, 84, svensk präst, biskop i Stockholms stift 1988–1998, överhovpredikant i Hovförsamlingen 1997–2007.[672]
- 6 december – Cy Young, 89, amerikansk spjutkastare.[673]
- 7 december – Fred J. Doocy, 104, amerikansk politiker, viceguvernör i Connecticut 1966–1967.[674]
- 8 december – Gregg Allman, 69, amerikansk sångare, medlem i The Allman Brothers Band.
- 10 december – Angry Grandpa, 67, amerikansk internetpersonlighet.[675]
- 10 december – Max Clifford, 74, brittisk publicist, manager och dömd sexförbrytare.[676]
- 10 december – Viktor Potapov, 70, rysk (sovjetisk) seglare.[677]
- 12 december – Ed Lee, 65, amerikansk demokratisk politiker, San Franciscos borgmästare 2011–2017.[678]
- 12 december – Zarley Zalapski, 49, kanadensisk ishockeyspelare.[679]
- 13 december – Simon Dickie, 66, nyzeeländsk roddare.[680]
- 14 december – Karl-Erik Nilsson, 95, svensk brottare, olympisk guldmedaljör 1948.[681][682]
- 14 december – R.C. Sproul, 78, amerikansk reformert teolog och pastor.[683]
- 15 december – Kjell Grede, 81, svensk regissör och manusförfattare.[684][685][686]
- 15 december – Staffan Helmfrid, 90, svensk geograf, rektor för Stockholms universitet 1978–1988.[687]
- 15 december – Gunnar Jervas, 79, svensk statsvetare.[688]
- 15 december – Jan-Erik Roos, 82, svensk matematiker.[689]
- 15 december – Ana María Vela Rubio, 116, den äldsta spanska personen någonsin.[690]
- 16 december – Leonard Ceglarski, 91, amerikansk ishockeyspelare.[691]
- 18 december – Åke Hellman, 102, finländsk konstnär.[692]
- 18 december – Kim Jong-Hyun, 27, sydkoreansk popsångare (SHINee).[693]
- 18 december – Erik Nylén, 99, svensk arkeolog och professor.[694]
- 19 december – Ann Marie Ramel, 86, svensk friherrinna och kokboksförfattare.[695]
- 20 december – Jean-Jacques Guyon, 85, fransk ryttare (OS-guld 1968).[696]
- 20 december – Bernard Law, 86, amerikansk kardinal inom romersk-katolska kyrkan, ärkebiskop i Boston 1984–2002.[697]
- 20 december – Kajsa Strinning, 95, svensk arkitekt och formgivare (Stringhylla).[698]
- 21 december – Jean-Pierre Lehmann, 72,  fransk-amerikansk ekonom.[699]
- 21 december – Bruce McCandless, 80, amerikansk astronaut.[700]
- 23 december – Arto Sipinen, 81, finländsk arkitekt.[701]
- 25 december – Willie Toweel, 83, sydafrikansk boxare.[702]
- 26 december – Johnny Bower, 93, kanadensisk ishockeyspelare (Toronto Maple Leafs, New York Rangers).[703]
- 26 december – Tuija Lindström, 67, finsk-svensk fotograf.[704][705]
- 28 december – Sue Grafton, 77, amerikansk deckarförfattare.[706]
- 28 december – Rose Marie, 94, amerikansk skådespelare.[707]
- 29 december – Peggy Cummins, 92, walesiskfödd irländsk filmskådespelare.[708]
- 29 december – Maria del Carmen Franco y Polo, 91, dotter till Spaniens förre diktator Francisco Franco.[709]